# Stosunki polsko-tureckie

Flaga Polski

Flaga Turcji

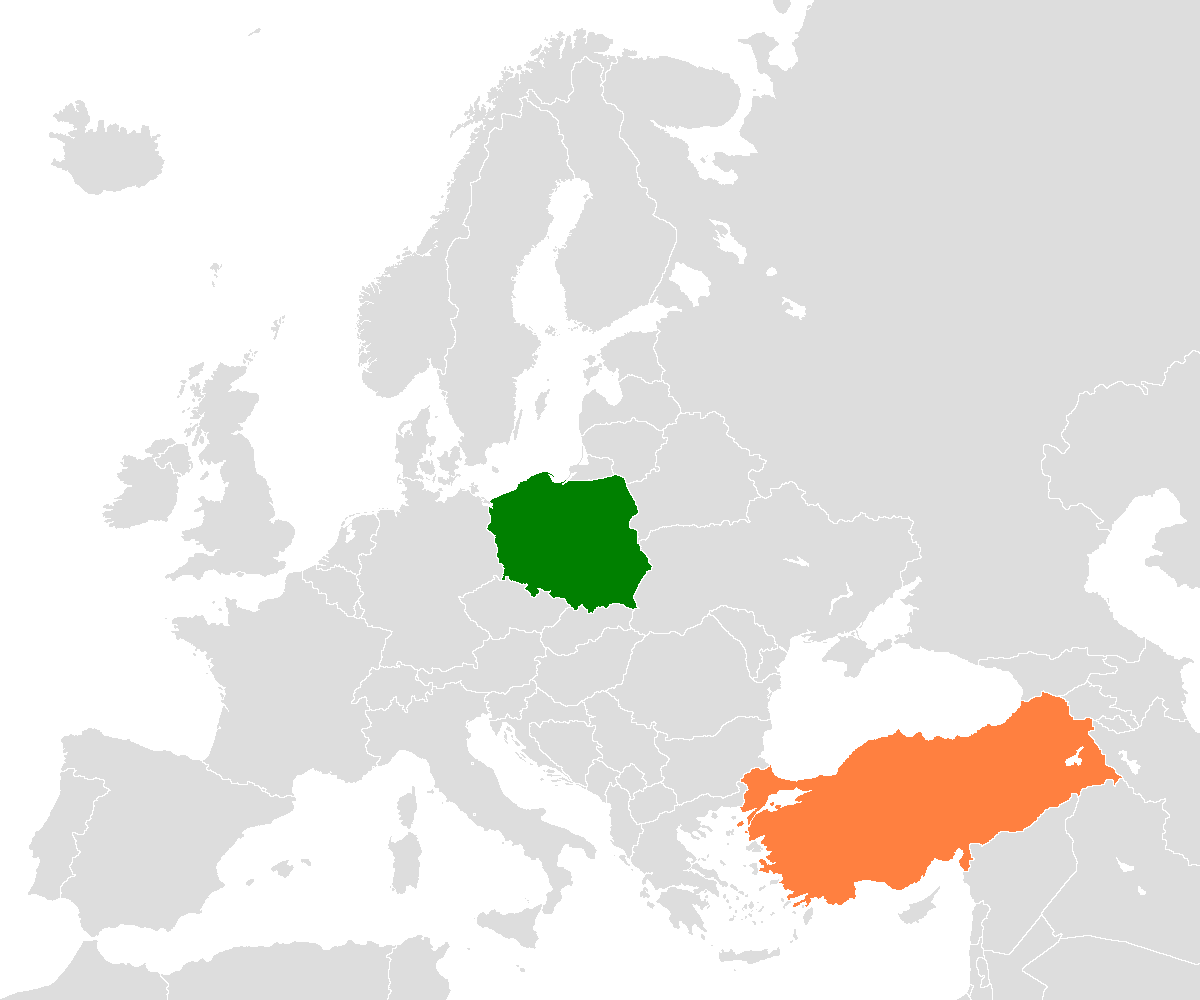
Położenie Polski i Turcji

Rzeczpospolita Polska i Republika Turcji to państwa współpracujące na różnych płaszczyznach. Wzajemne kontakty rozwijają się w sferze polityki obronnej (w ramach struktur NATO), gospodarczej (m.in. w ramach Unii Celnej) oraz w sferze kultury i kontaktów społecznych. Potwierdzeniem dobrych stosunków są również wizyty na najwyższym szczeblu oraz liczne umowy, w tym dwa traktaty przyjaźni, zawarte między państwami. Do czynników utrudniających pogłębianie relacji polsko-tureckich zaliczyć można przede wszystkim odrębność kulturową oraz dystans geograficzny dzielący oba kraje. Nie przeszkadzają one jednak w intensyfikacji wymiany handlowej, a także pozostają bez wpływu na polskie poparcie dla tureckich dążeń do integracji ze Wspólnotami Europejskimi.

## Główne podobieństwa i różnice między Polską i Turcją
Polska i Turcja to kraje z odrębnych kręgów kulturowych. Polska to kraj europejski, odwołujący się do tradycji chrześcijańskiej, w którym ok. 89,8% społeczeństwa stanowią katolicy. Z kolei Turcja jest krajem transkontynentalnym, położonym obecnie tylko częściowo na kontynencie europejskim (3% powierzchni), w którym zdecydowaną większość mieszkańców stanowią muzułmanie (99,8%). Ponadto Polska jest krajem jednolitym pod względem etnicznym, ok. 97% to osoby deklarujące narodowość polską, zaś w Turcji aż ok. 20% mieszkańców stanowią mniejszości narodowe, głównie Kurdowie.
Czynnikami łączącymi oba kraje są m.in. aspiracje w dążeniu do integracji europejskiej – w przypadku Turcji wcześniej sformułowane, jednak w przypadku Polski szybciej i w większym stopniu zrealizowane. Turcja złożyła wniosek o status państwa stowarzyszonego ze Wspólnotami Europejskimi w 1959 roku, zaś Polska weszła w skład Unii Europejskiej w roku 2004. Z drugiej strony, w wyniku sytuacji geopolitycznej kształtującej się w realiach zimnowojennych, Turcja o wiele prędzej weszła w skład potężnej euroatlantyckiej struktury polityczno-wojskowej, jaką jest Organizacja Traktatu Północnoatlantyckiego. Stało się to w 1952, natomiast Polska dołączyła do NATO w roku 1999.
Obydwa kraje pozostają członkami takich organizacji jak Rada Europy, Światowa Organizacja Handlu, Organizacja Współpracy Gospodarczej i Rozwoju oraz Organizacja Bezpieczeństwa i Współpracy w Europie. Oba państwa są także członkami pierwotnymi Organizacji Narodów Zjednoczonych.
Powyższe zestawienie wskazuje, że mimo wyraźnych cech różniących oba państwa, podstawowe kierunki ich polityki zagranicznej w znacznym stopniu pokrywają się. Oznacza to, że w tym wypadku czynniki kulturowe, etniczne i geograficzne nie decydują o znacznym ograniczeniu możliwości współpracy.
|        | Powierzchnia [tys. km²] | Ludność [mln] | PKB (PPP) [mld USD] | Wzrost PKB | PKB per capita [USD] |
| ------ | ----------------------- | ------------- | ------------------- | ---------- | -------------------- |
| Polska | 312,7                   | 38,2          | 1 126               | 4,7%       | 15422                |
| Turcja | 780,6                   | 82            | 2 186               | 7,4%       | 9370                 |

## Historia

### Okres panowania Jagiellonów

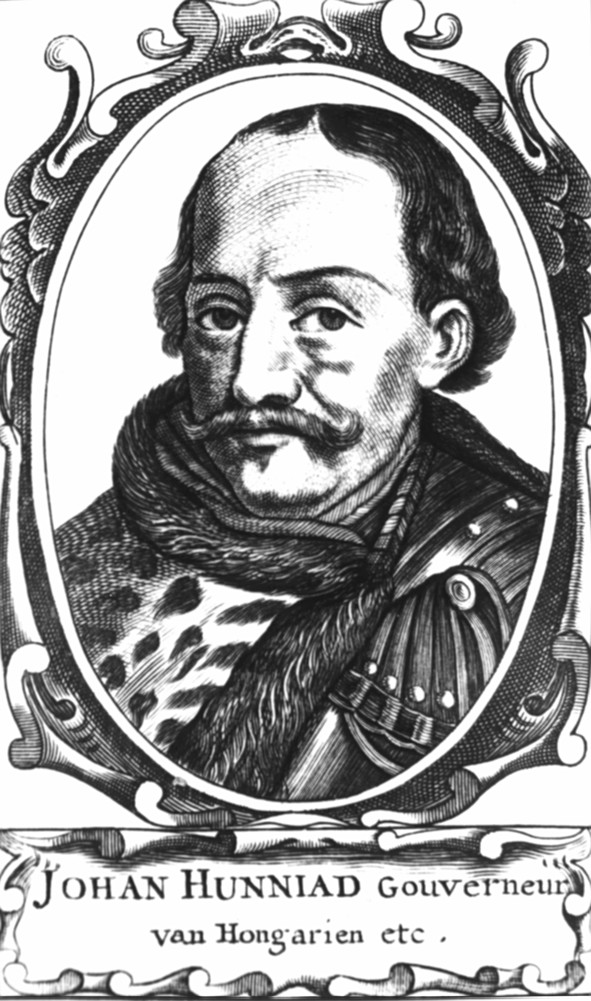
Jan Hunyady

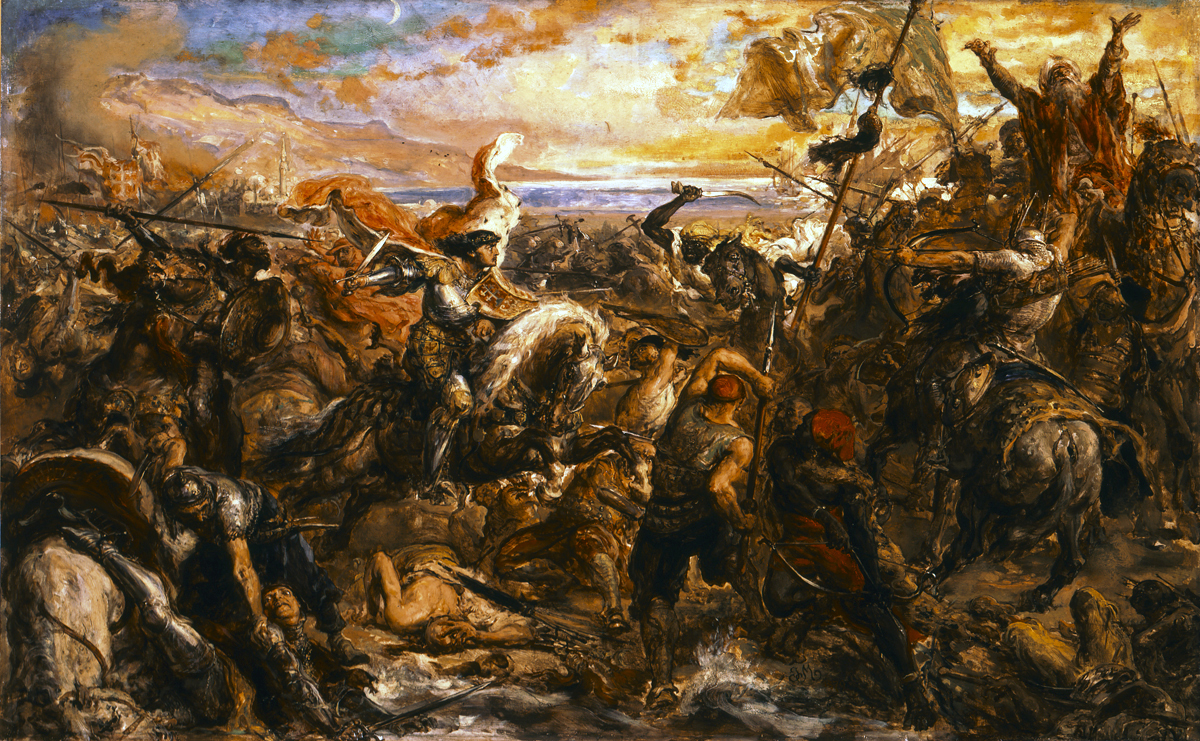
Bitwa pod Warną – Jan Matejko

Rozwój terytorialny Imperium Osmańskiego w latach 1299–1683

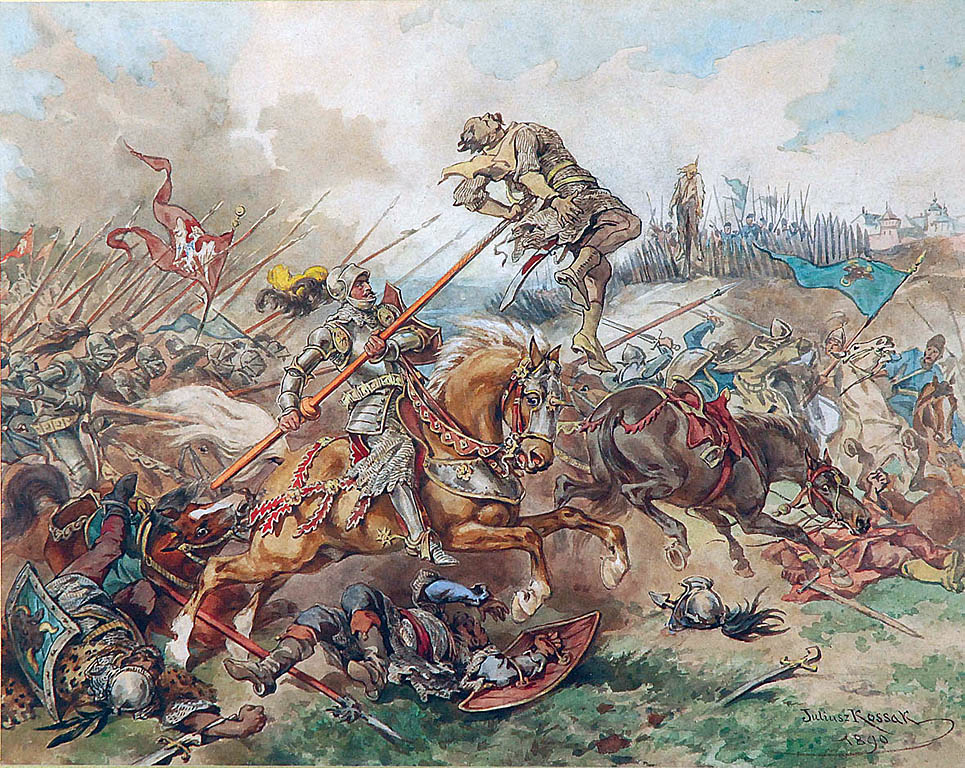
Cherubin Gniewosz w bitwie pod Suczawą w 1497 r. – Juliusz Kossak

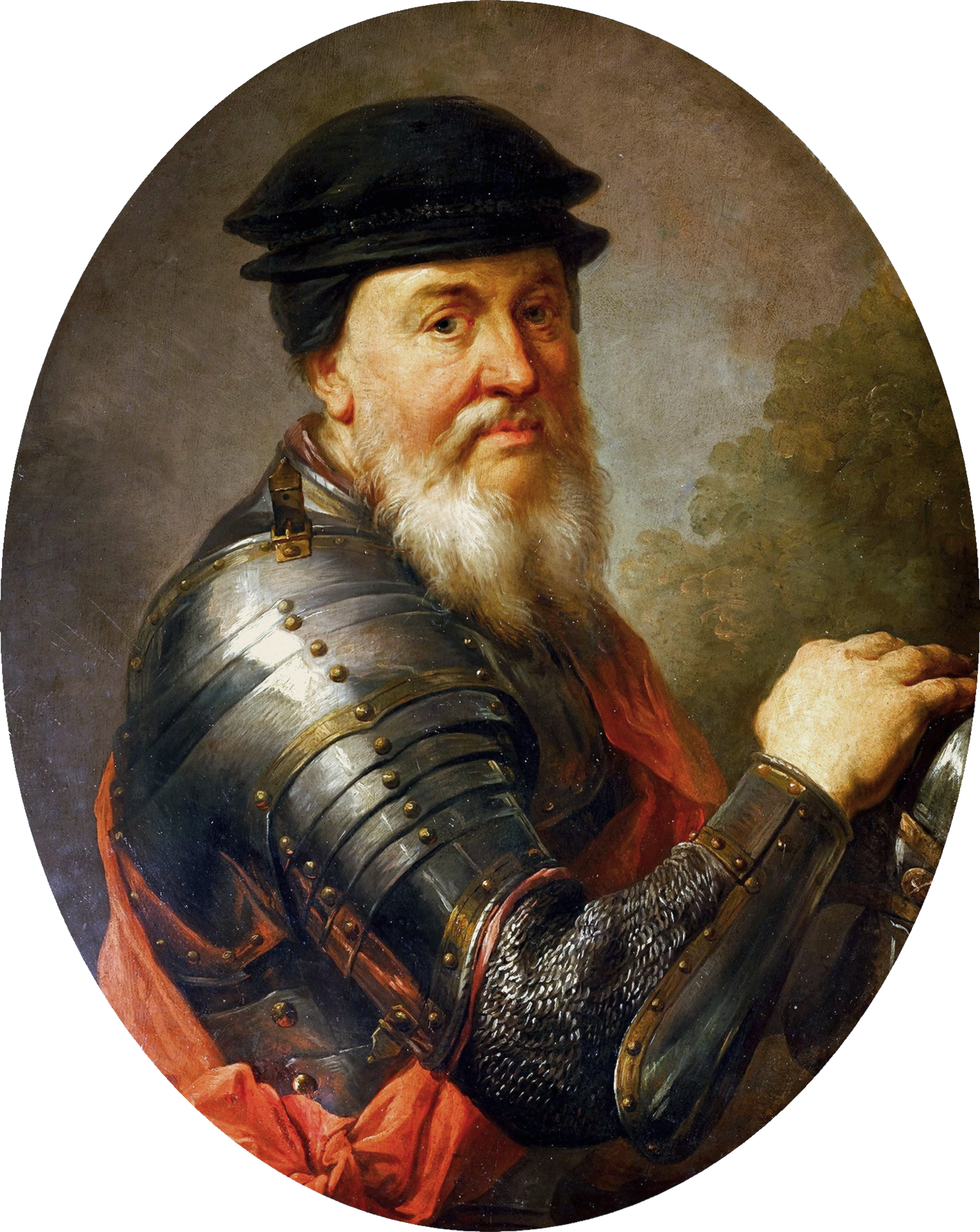
Hetman wielki koronny Jan Tarnowski – dowodzący w bitwie pod Obertynem

Początki stosunków polsko-tureckich sięgają wieku XV, kiedy to Turcja, po ostatecznym pokonaniu Cesarstwa Bizantyńskiego i rozpoczęciu podbojów na Bałkanach, stała się uczestnikiem rywalizacji mocarstw w Europie. Pierwszymi przedstawicielami ówczesnego Królestwa Polskiego w Imperium Osmańskim byli Jakub Skarbek z Góry i Grzegorz Ormianin, których oficjalne rozpoczęcie pełnienia funkcji datuje się na 1414 rok, jednak stałe przedstawicielstwo Polski przedrozbiorowej w Turcji nie powstało. Pierwsze poselstwo polskie do Turcji wyruszyło w związku z wezwaniem, w którym król Węgier i późniejszy cesarz Zygmunt Luksemburski wezwał króla Władysława Jagiełłę do przysłania mu posiłków przeciw Turkom, jednak zważywszy na spór z Zygmuntem, ale nie mogąc jednocześnie wprost odmówić wezwaniu, Jagiełło zaproponował mediację z sułtanem Mehmedem I.
W 1440 na tronie Królestwa Węgier zasiadł ówczesny król Polski Władysław, co stworzyło nowe perspektywy w polityce prowadzonej przez Jagiellonów. Królewskim ambicjom wykazania się w walce z Turkami towarzyszyła życzliwość ze strony kardynała Zbigniewa Oleśnickiego, który wspierał porozumienie z Konstantynopolem. Przyjmując węgierską koronę, król zobowiązał się m.in. do obrony Węgier przed Imperium Osmańskim. W latach 1440–1442 na Węgrzech udało się osiągnąć porozumienie ze stronnictwem habsburskim, co wzmocniło pozycję nowego władcy i umożliwiło rozpoczęcie przygotowań do wyprawy przeciwko sułtanowi Muradowi II. We wrześniu 1443 siły koalicji antytureckiej przekroczyły Dunaj i odbiły m.in. Nisz i Sofię. Powracającego na Węgry króla powitano jako bohatera i wspaniałego rycerza. Szczególny rozgłos wyprawie nadała dyplomacja papieska, która usiłowała stworzyć korzystny klimat dla zorganizowania wielkiej antytureckiej krucjaty. Tymczasem działania wojenne doprowadziły do zubożenia skarbu królewskiego i spowodowały krytykę w Polsce. Przychylnie potraktowano zatem podpisanie w sierpniu 1444 roku traktatu pokojowego w Segedynie na 10 lat, tym bardziej, że zobowiązał on stronę turecką do wycofania oddziałów na południe od Dunaju, zwolnienie wszystkich chrześcijańskich jeńców oraz wypłatę wysokich sum królowi Władysławowi.
Naciski legata Giuliano Cesariniego spowodowały jednak zerwanie rozejmu przez króla. W tych warunkach sejm piotrkowski zaapelował do władcy o przybycie, co jednak nie nastąpiło. Na rozpoczynającą się wyprawę Polska wysłała zatem skromne siły. Niewielkie okazało się również wsparcie zewnętrzne, w tym floty weneckiej, która nie zapobiegła przeprawie armii sułtana przez Bosfor. W sytuacji, gdy armia królewska znalazła się między głównymi siłami tureckimi a wrogimi oddziałami pustoszącymi zaplecze, Jan Hunyady zdecydował się na przyjęcie bitwy w pobliżu Warny. 10 listopada 1444 doszło do konfrontacji zakończonej klęską sił chrześcijańskich i śmiercią króla oraz legata. Zwycięstwo Turków zniweczyło osiągnięcia poprzedniej wyprawy królewskiej oraz wzmocniło tureckie szanse na zajęcie Konstantynopola.
W 1484 roku Turkom udało się zdobyć Kilię i Białogród, co przerwało drogi handlowe z Polski nad Morze Czarne. Uderzyło to w główne źródło dochodów Hospodarstwa Mołdawskiego, w związku z czym jego władca, Stefan III Wielki, zwrócił się o protekcję w kierunku Polski i w 1485 złożył hołd lenny królowi Kazimierzowi Jagiellończykowi. Brak szybkiego wsparcia militarnego spowodował jednak, że już w 1486 hospodar uznał się za lennika tureckiego, a nieudana wyprawa królewicza Jana Olbrachta w zimie 1486 spowodowała zbliżenie Mołdawii z Chanatem Krymskim, w czym pośredniczyła Moskwa. Okoliczności te doprowadziły do kolejnej wojny polsko-tureckiej. Poparcie dla wyprawy w kraju król Jan Olbracht zapewnił sobie wydając kolejny przywilej, nie udało mu się jednak zaangażować przeciwko Turkom panującego na Węgrzech Władysława. Inicjatywa spotkała się za to z poparciem ze strony Litwy, gdyż Aleksander Jagiellończyk uważał, że zbliżenie mołdawsko-tatarskie oznacza groźbę utraty Podola. Ostatecznie w wyprawie udział wzięły jedynie siły polskie i litewskie w liczbie ok. 20 tysięcy, z czego dużą część stanowiło pospolite ruszenie. W sierpniu armia przekroczyła Dniestr, co zostało uznane przez hospodara za akt wojny, choć wcześniej deklarował przyłączenie się do wyprawy, gdy zobaczy siły sprzymierzonych nad Dunajem. Początkowe zwycięstwa sił polskich i rozpoczęcie oblężenia Suczawy zostały zagrożone, gdy poseł Iwana Srogiego zagroził wojną w razie aktywnego włączenia się Litwinów w walki przeciwko Mołdawii. Tymczasem hospodar zgromadził wsparcie z Turcji, Wołoszczyzny i Siedmiogrodu, co zagroziło oddziałom króla Jana Olbrachta. Zdecydował się on na zawarcie rozejmu i odwrót. Wyprawa zakończyła się w listopadzie 1497, nękana przez oddziały mołdawskie aż do granic Korony.
Bezpośrednią konsekwencją wypraw króla Jana Olbrachta były odwetowe najazdy tureckie. W lecie 1498 siły turecko-tatarskie spustoszyły m.in. Podole oraz okolice Przemyśla i zostały zatrzymane dopiero nad Sanem, a wycofując się pojmały wielu ludzi do niewoli. Kolejny najazd zorganizowany kilka miesięcy później zakończył się jednak klęską Turków, głównie z powodu niesprzyjających warunków atmosferycznych. Ataki tureckie wzbudziły poczucie zagrożenia w Polsce i na Węgrzech, co zaowocowało polsko-węgierskim porozumieniem w 1498 roku. Dokooptowano do niego również Mołdawię, z którą Polska i Litwa w 1499 uzgodniły zawarcie pokoju. Z kolei podjęcie rokowań z Turcją doprowadziło do podpisania bezterminowego rozejmu w roku 1501.
Rosnące zagrożenie ze strony Moskwy oraz nieuregulowana sytuacja na terenie Prus skłaniały polskich władców do prowadzenia polityki neutralności wobec Turcji. Wyrazem tego było m.in. powstrzymanie się Zygmunta Starego od ścisłej współpracy z Habsburgami podczas kolejnych tureckich najazdów na Węgry. Z drugiej strony kwestią, która mogła pogorszyć ówczesne relacje polsko-tureckie stały się spory z Chanatem Krymskim i Mołdawią – polskimi sąsiadami znajdującymi się w zależności lennej od Sułtana. Inspirowane przez Turcję najazdy tatarskie miały przekreślić możliwość przyjścia przez Polskę z pomocą wobec Węgrów. W 1533 Polska i Turcja zdecydowały się jednak na zawarcie pokoju. Krok ten był sukcesem Bony, reprezentującej opcję antyhabsburską. Dwa lata wcześniej zakończyły się też spory z Mołdawią, gdy siły Jana Tarnowskiego pokonały armię hospodara w bitwie pod Obertynem, co zapewniło Polsce zwierzchnictwo nad Pokuciem.
W wieku XVI stosunki polsko-tureckie były przeważnie pokojowe, a niekiedy wręcz przyjazne. W 1533 roku król Zygmunt Stary zawarł z sułtanem Sulejmanem bezprecedensowy traktat wieczysty, który o trzy lata wyprzedził analogiczny traktat zawarty przez Sulejmana z królem Francji Franciszkiem I. Sojusze z Francją i Polską stanowiły bowiem w szesnastym wieku fundament Osmańskiej polityki zagranicznej w Europie, zmierzającego do osaczenia Cesarstwa Habsburgów w sojuszu z Warszawą i Stambułem. W owym okresie korespondencja dworów w Krakowie i Konstantynopolu Obfitowała we wzajemne uprzejmości: w 1539 roku Sulejman zaprosił Zygmunta na uroczystości obrzezania dwóch synów i jednoczesny ślub córki. Trzy lata później Zygmunt Stary rozważał w liście do arcybiskupa gnieźnieńskiego możliwość zaproszenia sułtana na ślub młodego króla Zygmunta Augusta z Habsburżanką. W tym czasie zauważalne stało się zainteresowanie polskiej szlachty Wschodem. Jego przejawem stało się sprowadzanie m.in. z Turcji takich towarów jak broń biała, jedwab, odzież, dywany i przyprawy. Orientalizacja szczególnego wymiaru nabrała w przypadku szlacheckiego stroju i broni, co miało wpływ na późniejsze kształtowanie się tradycji sarmackiej.
Zasadniczą zmianę głównych kierunków polskiej polityki zagranicznej przyniosło zawarcie unii lubelskiej w 1569 roku. Korona stała się wówczas częścią wielkiego organizmu wielonarodowego z granicami zagrożonymi głównie przez Turcję i Moskwę. Spowodowało to osłabienie presji na realizację projektów przyłączenia dawnych ziem piastowskich – Śląska, Pomorza i Prus Książęcych. Konieczność obrony kresów spowodowała także powołanie stałej armii – najpierw była to obrona potoczna, potem zaś zastąpiło ją wojsko kwarciane. Wzrost zagrożeń o charakterze militarnym spowodował także umocnienie się pozycji hetmanów w Rzeczypospolitej.

### Panowanie Stefana Batorego
Potwierdzenie wyboru Stefana Batorego na króla w 1576 stworzyło możliwość włączenia Polski w działania skierowane przeciwko Turcji. Batory od 1571 panował bowiem w Siedmiogrodzie i miał plany zerwania zależności lennej od sułtana. Początkowo trudna sytuacja wewnętrzna po kontrowersyjnej elekcji, następnie wojna z Gdańskiem, spory ze szlachtą i konflikt z Moskwą utrudniały jednak przygotowania do walnego uderzenia na Turcję. Wiadomo, że Batory planował wyzwolenie Węgier, jednak unikał działań pochopnych. Przejawem tego była m.in. wielka modernizacja armii oraz odmowa udziału w lidze antytureckiej w 1583, do czego z kolei namawiał króla nuncjusz Alberto Bolognetti. Królewskie plany ostatecznego zwycięstwa nad Moskwą, a następnie uderzenia na Imperium Osmańskie wspierał także sam papież Sykstus V, jednak śmierć Batorego w 1586 uniemożliwiła realizację tych zamiarów.

### Kwestia kozacka i mołdawska

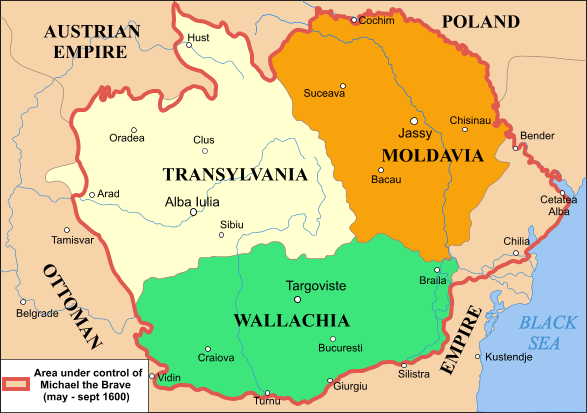
Zasięg panowania Michała Walecznego w 1600 roku

Po kilkudziesięcioletnim okresie stosunków pokojowych z Turcją, pod koniec wieku XVI nabrzmiewać zaczęła kwestia Kozaków zaporoskich, którzy niejednokrotnie odpierając najazdy tatarskie zapuszczali się w głąb terytorium Chanatu Krymskiego. Jednym z efektów tego rodzaju sytuacji był uchwalony w 1590 przez Sejm Porządek ze strony Niżowców i Ukrainy, który m.in. zobowiązywał Kozaków do nieopuszczania granic Rzeczypospolitej i niepodejmowania wypraw zbrojnych przeciwko krajom ościennym. Wzmocniono też władzę hetmanów koronnych i ustalono rejestr na poziomie 1000 osób.
Drugą kwestią, która miała zaważyć na relacjach polsko-tureckich, stała się sprawa księstw naddunajskich. W 1595 hospodar wołoski Michał Waleczny doprowadził do przejęcia władzy w Mołdawii przez sprzyjającego mu Stefana Răzvana. Krok ten zarówno przez Rzeczpospolitą, jak i Turków uznany został za naruszenie ich interesów i spowodował interwencję zbrojną obu państw. Polakom udało się przekazać władzę nad Mołdawią Jeremiemu Mohyle i skłonić Turcję do uznania polskiego protektoratu, w czym pomogło zwycięstwo pod Cecorą. Wpływy polskie umocniły się jeszcze bardziej w 1600 roku, gdy po kolejnej interwencji przeciwko Michałowi Walecznemu hospodarem wołoskim został Szymon Mohyła.

### XVII wiek

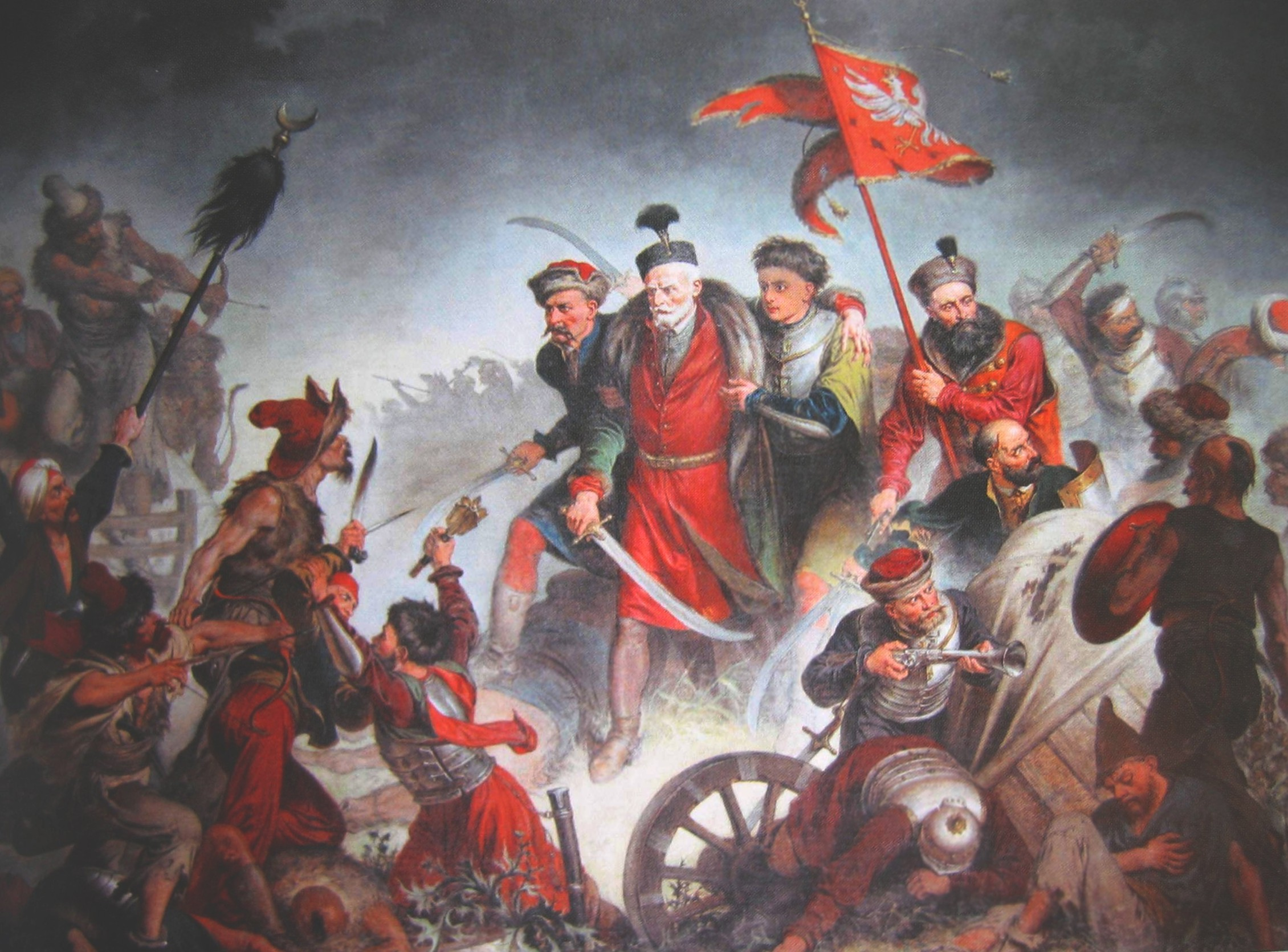
Walery Eljasz-Radzikowski, Śmierć hetmana Stanisława Żółkiewskiego pod Cecorą

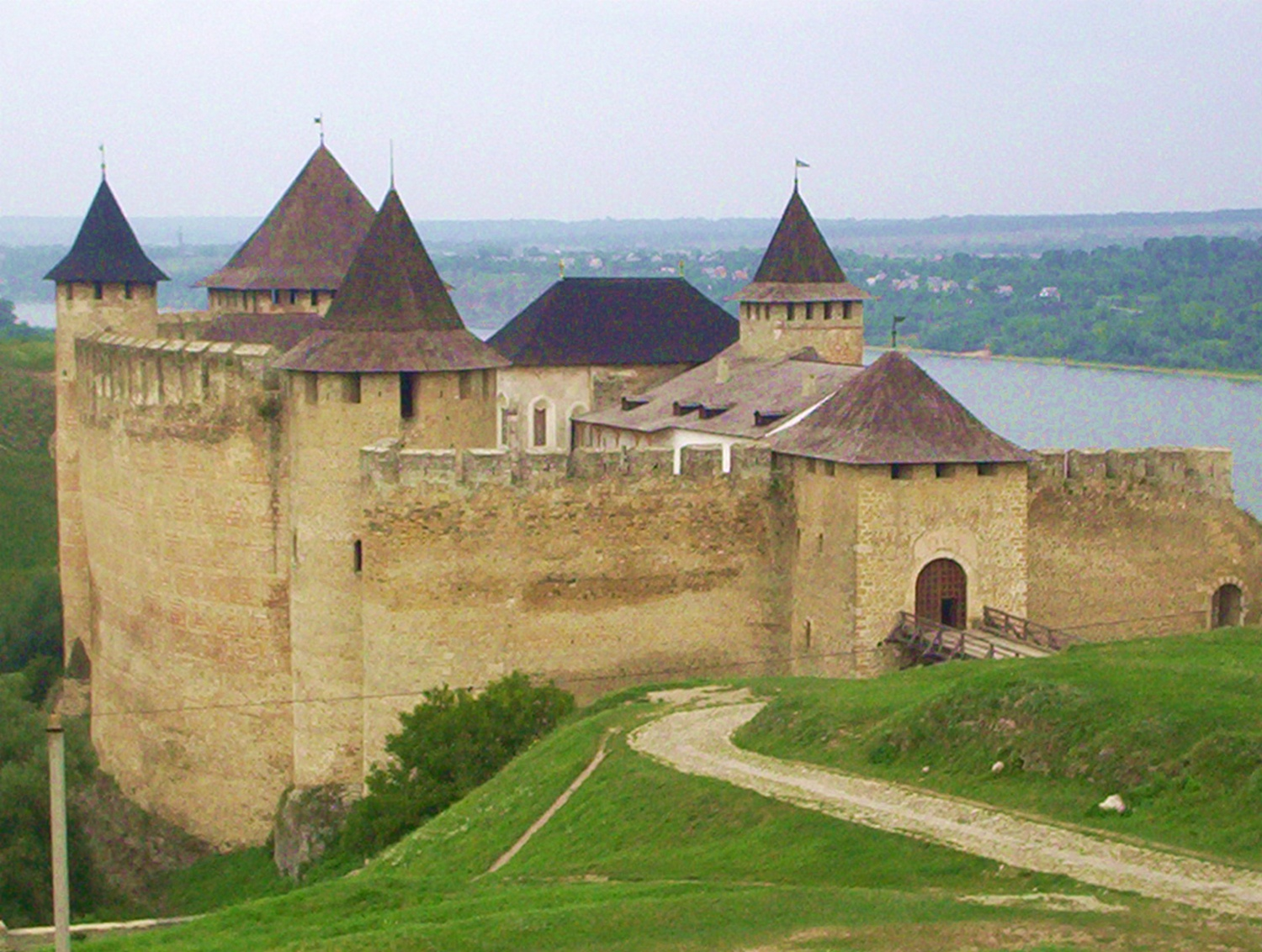
Zamek w Chocimiu

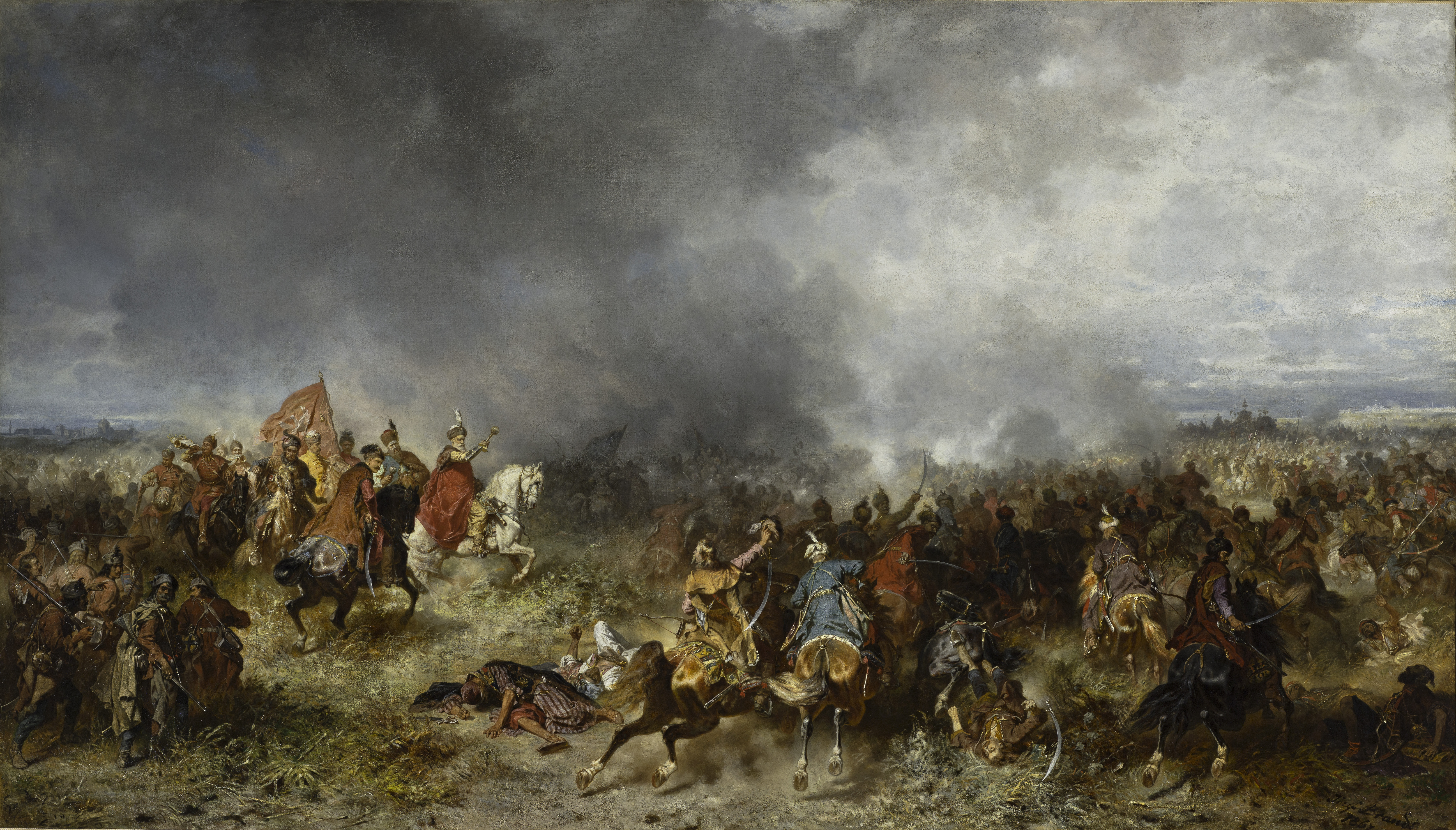
Józef Brandt, Bitwa pod Chocimiem

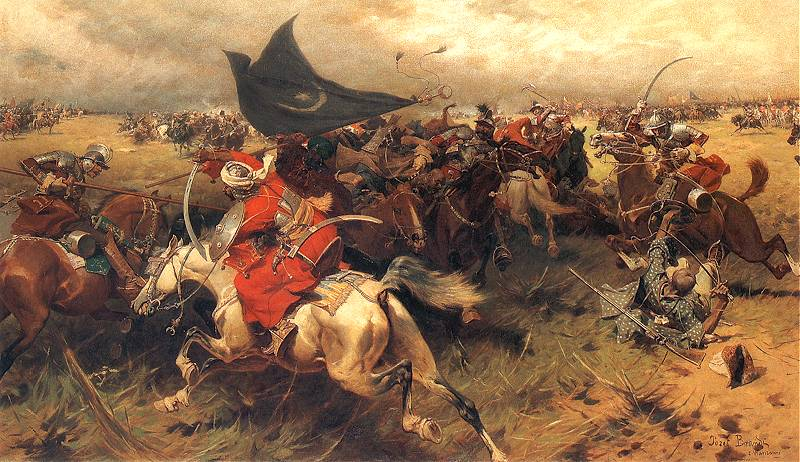
Józef Brandt, Walka o sztandar turecki

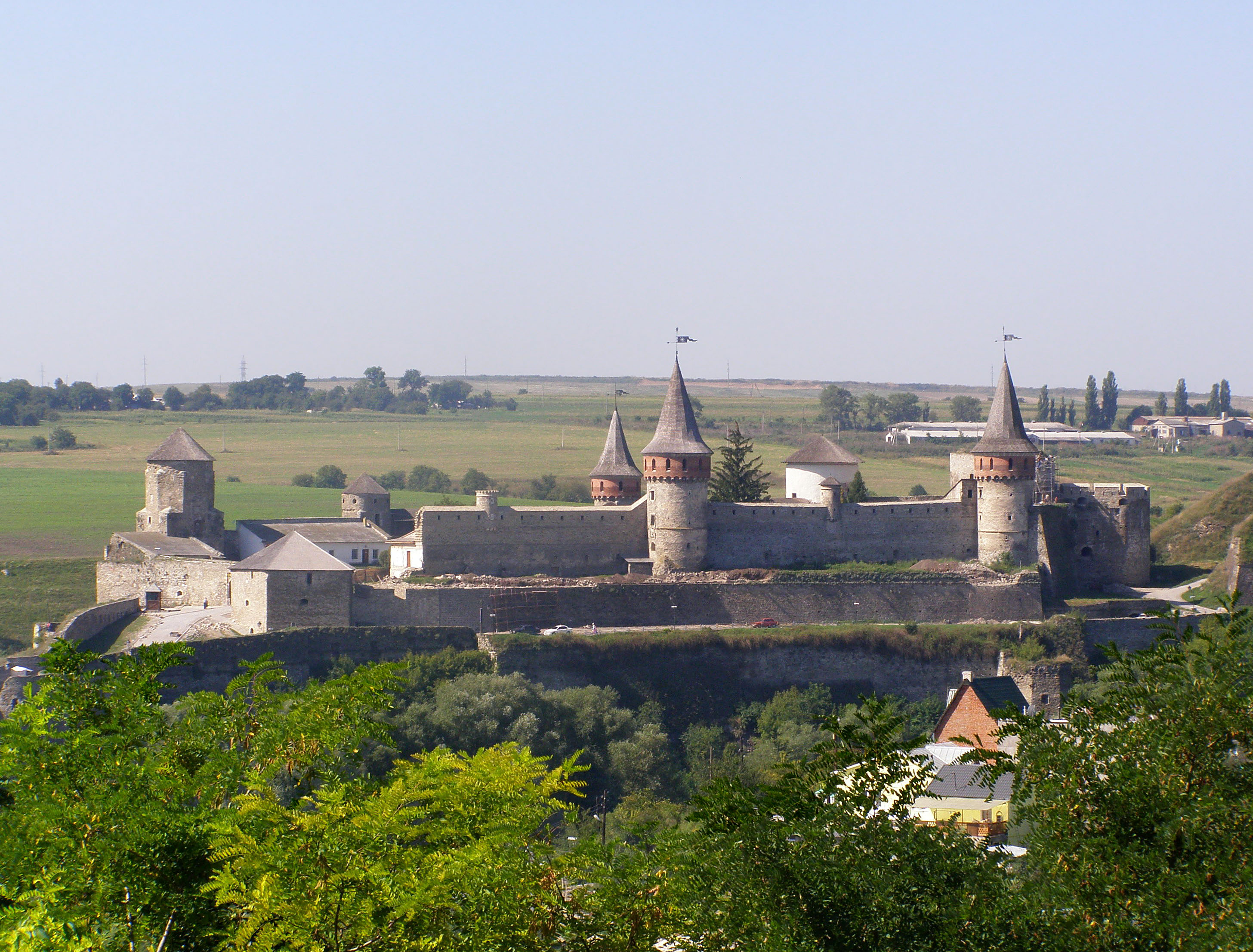
Twierdza w Kamieńcu Podolskim

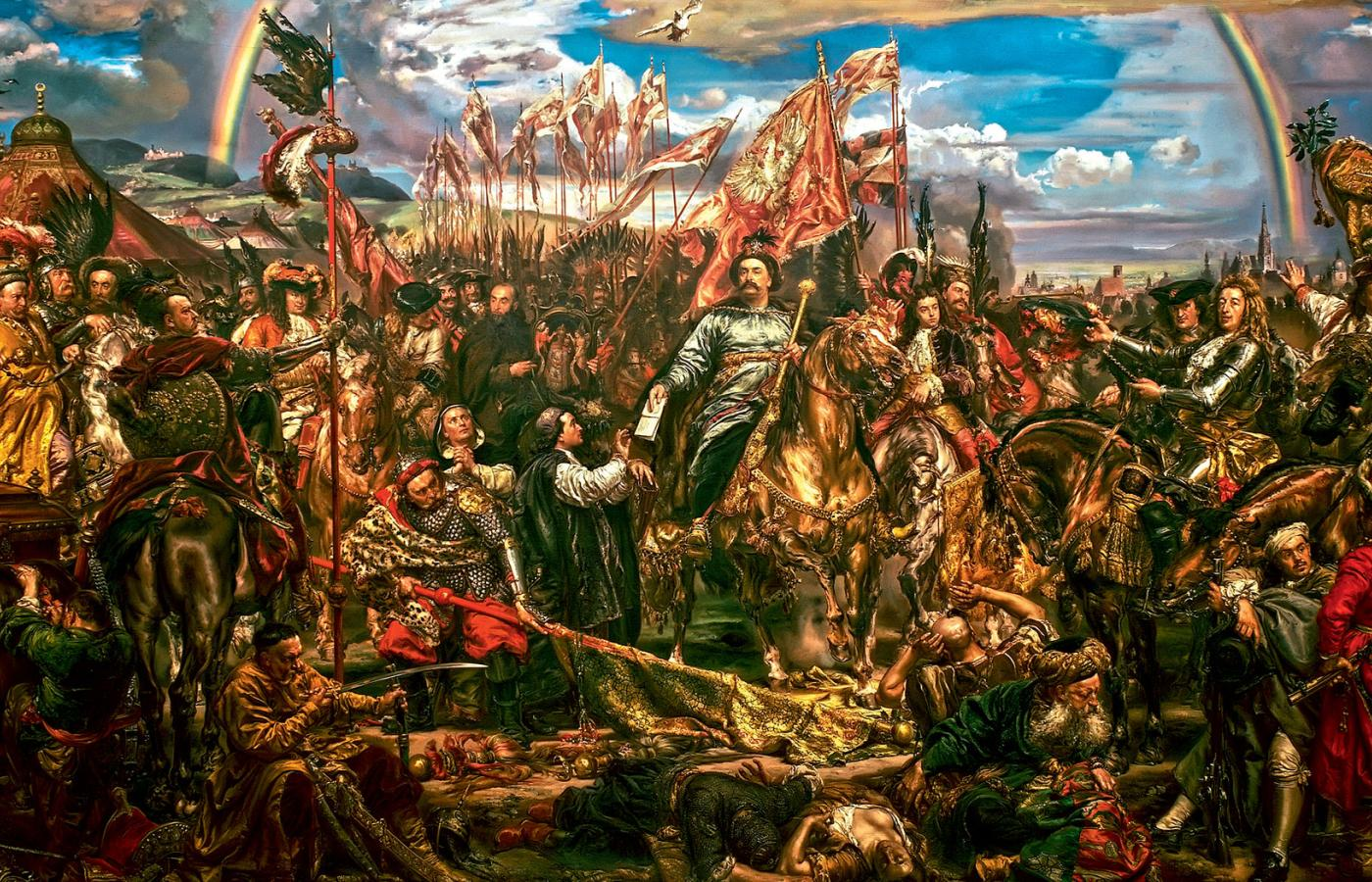
Jan Matejko, Jan Sobieski pod Wiedniem

Zwierzchnictwo nad obu księstwami szybko odzyskali Turcy, gdyż już w 1601 wygnano Szymona, a w 1612 władzę nad Mołdawią objął Stefan Tomșa II, osadzony na hospodarstwie przez podległego sułtanowi władcę Siedmiogrodu, Gabriela Batorego. Z kolei w 1616 magnaci koronni odzyskali tron mołdawski dla dynastii Mohyłów, przekazując władzę Aleksandrowi. Odwetowa wyprawa turecka rozbiła siły polsko-mołdawskie i dotarła pod granicę z Rzecząpospolitą. Traktat w Buszy z 1617 roku uznał protektorat sułtana nad Mołdawią, Wołoszczyzną i Siedmiogrodem.
Zarówno regulacje dotyczące kwestii kozackiej, jak i układy w sprawie księstw naddunajskich okazały się nietrwałe. Bezpośrednią przyczyną eskalacji konfliktu polsko-tureckiego były działania lisowczyków w Siedmiogrodzie w listopadzie 1619 roku, które skłoniły Turcję do udzielenia pomocy swojemu lennikowi, Gáborowi Bethlenowi, nieprzerwane najazdy Kozaków na osmańskie wybrzeża czarnomorskie (spalenie Warny w 1620) i ostatecznie wkroczenie armii koronnej do Mołdawii - co doprowadziło do reakcji Turcji i w końcu wybuchu wojny w 1620 roku. Pierwsze polsko-tureckie starcie miało miejsce pod Cecorą. Militarna klęska wojsk Rzeczypospolitej i śmierć hetmana Żółkiewskiego zmobilizowały Sejm do uchwalenia wysokich podatków, co z kolei umożliwiło wystawienie 35-tysięcznej armii w roku następnym. Rzeczpospolita mogła liczyć także na wsparcie ze strony Kozaków, którzy stawili się w liczbie ponad 40 tysięcy pod dowództwem hetmana Sahajdacznego. Sprzymierzonymi siłami dowodził hetman Chodkiewicz, zaś 120-tysięczną armią turecką sam sułtan Osman II. Do konfrontacji doszło pod Chocimiem. Turkom nie udało się zdobyć twierdzy, a wieści o nadchodzącym pospolitym ruszeniu skłoniły ich do podjęcia rokowań. Pokój z 9 października ustalał przebieg granicy na Dniestrze i uznawał Mołdawię, Wołoszczyznę i Siedmiogród za turecką strefę wpływów. Zastrzeżono jednak, że hospodarami mołdawskimi mogli zostawać wyłącznie chrześcijanie. Ponadto strona polska zobowiązała się do powstrzymywania od wypraw łupieżczych Kozaków, zaś strona turecka podjęła takie samo zobowiązanie w odniesieniu do Tatarów.
Konflikt polsko-turecki odżył na krótko w roku 1632. Bezpośrednio wiązał się on z tureckimi obawami wobec objęcia tronu moskiewskiego przez króla Władysława IV. Działania zbrojne rozpoczęły się w roku 1633, jednak połączone siły turecko-tatarskie zostały pokonane przez hetmana Koniecpolskiego. Strona turecka zdecydowała się wówczas na zawarcie pokoju wieczystego, w którym zobowiązała się do usunięcia Tatarów ze stepów białogrodzkich i budziackich. Ponadto ustalono, że hospodarami Mołdawii i Wołoszczyzny mianowani będą kandydaci wyznaczeni przez króla.
W latach 30. XVII wieku wzmocniła się w Rzeczypospolitej pozycja emigrujących z Turcji Ormian. Ich obecność stała się czynnikiem, który intensyfikował handel z Imperium Osmańskim. M.in. pod wpływem rzemiosła ormiańskiego w Polsce popularyzowały się wzorce wschodnie, szczególnie w ubiorze i orężu. Wówczas charakterystycznym symbolem stanu szlacheckiego stała się przejęta z Turcji szabla – karabela.
Tymczasem sytuacja w Rzeczypospolitej zmieniała się na jej niekorzyść – jej pozycję osłabiło m.in. powstanie Chmielnickiego, wojna z Moskwą i potop szwedzki. Słabnąca pozycja monarchy, rokosze, wprowadzenie liberum veto jako zasady ustrojowej i ciągłe niepokoje na Ukrainie pogarszały wewnętrzną sytuację kraju. Zapowiedzią nadciągającego konfliktu z Imperium Osmańskim była wojna z Chanatem Krymskim, z którego Tatarzy wspierali Piotra Doroszenkę w walce przeciwko Rzeczypospolitej. 10 grudnia 1671 poseł Mehmeda IV przywiózł wypowiedzenie wojny przez sułtana.
Będąca wówczas na skraju wojny domowej Rzeczpospolita była do wysiłku militarnego zupełnie nieprzygotowana. Na jej terytorium wkroczyła wspierana przez oddziały kozackie, mołdawskie, wołoskie i siedmiogrodzkie 80-tysięczna armia turecka. 27 sierpnia 1672 upadła twierdza w Kamieńcu Podolskim. Pozycję Polski poprawiły dopiero pierwsze sukcesy hetmana Sobieskiego, który zadawał straty oddziałom tatarskim. Klęska w wojnie zmusiła króla do zawarcia traktatu pokojowego, na mocy którego Turcja uzyskała część Ukrainy, Podole z Kamieńcem oraz prawo pobierania od Polski haraczu.
Zebrany w 1673 Sejm nie ratyfikował wspomnianego traktatu i zdecydował się na wystawienie 30-tysięcznej armii koronnej i 12-tysięcznej litewskiej. Dowództwo powierzono hetmanowi Sobieskiemu, który na czele wojsk wkroczył do Mołdawii i rozpoczął oblężenie sił tureckich zgromadzonych wokół twierdzy chocimskiej. Przejście na stronę polską sił mołdawskich i wołoskich oraz sprawne dowodzenie doprowadziło do całkowitego zwycięstwa nad Turkami. Kolejne etapy walk trwały aż do 1676, gdy doszło do bitwy pod Żurawnem, w czasie której podjęto decyzję o rozpoczęciu rokowań. Ostatecznie zawarto rozejm, na mocy którego Rzeczpospolita zachowała część Podola i Ukrainy, a ponadto strona turecka rezygnowała z żądań haraczu.
Po elekcji Sobieskiego na króla w polskiej polityce zagranicznej dokonał się charakterystyczny zwrot – planowano uspokojenie sytuacji na granicy południowej i podjęcie działań przeciwko elektorowi brandenburskiemu. Do planów tych zamierzano zaangażować również Francję, z którą zawarto traktat w 1675. Dwa lata później stosowne porozumienie podpisano w Gdańsku ze Szwecją. Powolne działania Szwedów, rezygnacja Francji (po zawarciu przez nią pokoju z Habsburgami) oraz niepokojące wieści z południowej granicy spowodowały zmianę sojuszy w polityce króla Sobieskiego i nawiązanie współpracy z Wiedniem, w konsekwencji czego 1 kwietnia 1683 zawarty został układ polsko-austriacki, zakładający wzajemną pomoc na wypadek tureckiej napaści. Już w sierpniu tego samego roku Turcy wkroczyli zbrojnie na tereny Świętego Cesarstwa i rozpoczęli oblężenie Wiednia. Na początku września w okolice miasta dotarły armia polsko-litewska pod wodzą samego króla. Doszło do ich połączenia z posiłkami z Rzeszy, a dowództwo nad całością sił przekazano Sobieskiemu. Realizacja królewskiego planu głównego uderzenia od strony Lasu Wiedeńskiego powiodła się całkowicie i zakończyła klęską armii tureckiej. Wiktoria wiedeńska przyniosła Sobieskiemu sławę w całej chrześcijańskiej Europie, lecz działania wojenne nie przyniosły natychmiastowych rezultatów politycznych i były kontynuowane w ramach Świętej Ligi. Ponadto niepowodzeniem zakończyły się wszystkie wyprawy w kierunku mołdawskim, a także próby odbicia Kamieńca Podolskiego. Dopiero bitwa pod Podhajcami przypieczętowała polskie zwycięstwo i w 1699 zawarty został pokój w Karłowicach. Na jego mocy Rzeczpospolita odzyskała Podole wraz z Kamieńcem oraz prawobrzeżną Ukrainę.

### XVIII wiek

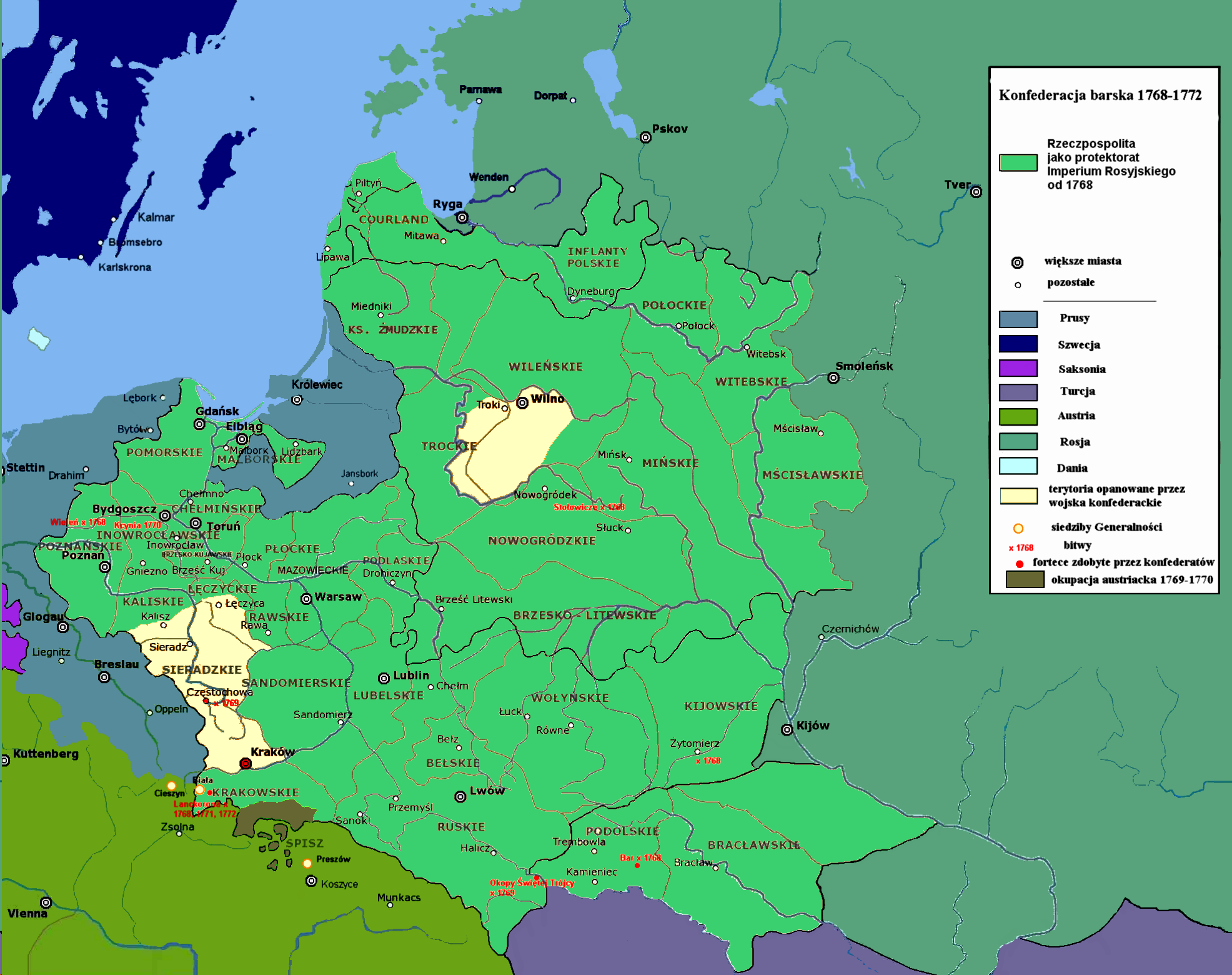
Rzeczpospolita w okresie konfederacji barskiej

W XVIII wieku w stosunkach polsko-tureckich nie dochodziło już do większych napięć charakteryzujących wieki ubiegłe, jednak Rzeczpospolita wciąż miała wspólną granicę z Imperium Osmańskim, co niejednokrotnie wpływało na rozwój wydarzeń w Polsce. Np. podczas wojny północnej i konfliktu pomiędzy Stanisławem Leszczyńskim a Augustem II w 1713 Turcy skoncentrowali swe siły nad Dniestrem i szykowali się do interwencji po stronie Karola XII. Zostały one jednak wycofane, a w 1714 zawarto trwałe porozumienie, ustalające dobrosąsiedzkie stosunki.
W latach 1766–1768 Rzeczpospolita stała się de iure rosyjskim protektoratem (de facto stan taki trwał od sejmu niemego) i przestała prowadzić samodzielną politykę zagraniczną. Jednak jeszcze przed III rozbiorem Turcja kilkukrotnie była brana pod uwagę w różnych planach politycznych dotyczących Polski – m.in. od 1768 wspierała konfederację barską i prowadziła wojnę z Rosją, w latach 1787–1792 wdając się w kolejny z nią konflikt stwarzała możliwość rozluźnienia protektoratu carycy nad Polską i opóźniała interwencję wojsk rosyjskich w czasie uchwalania reform przez Sejm Wielki. Turcja była też brana pod uwagę jako sojusznik wojsk przewidywanej insurekcji, ale choć początkowo rozpoczęła przygotowania wojenne przeciw Rosji, ostatecznie w 1794 zadeklarowała pokojowe zamiary wobec niej.

### XIX wiek

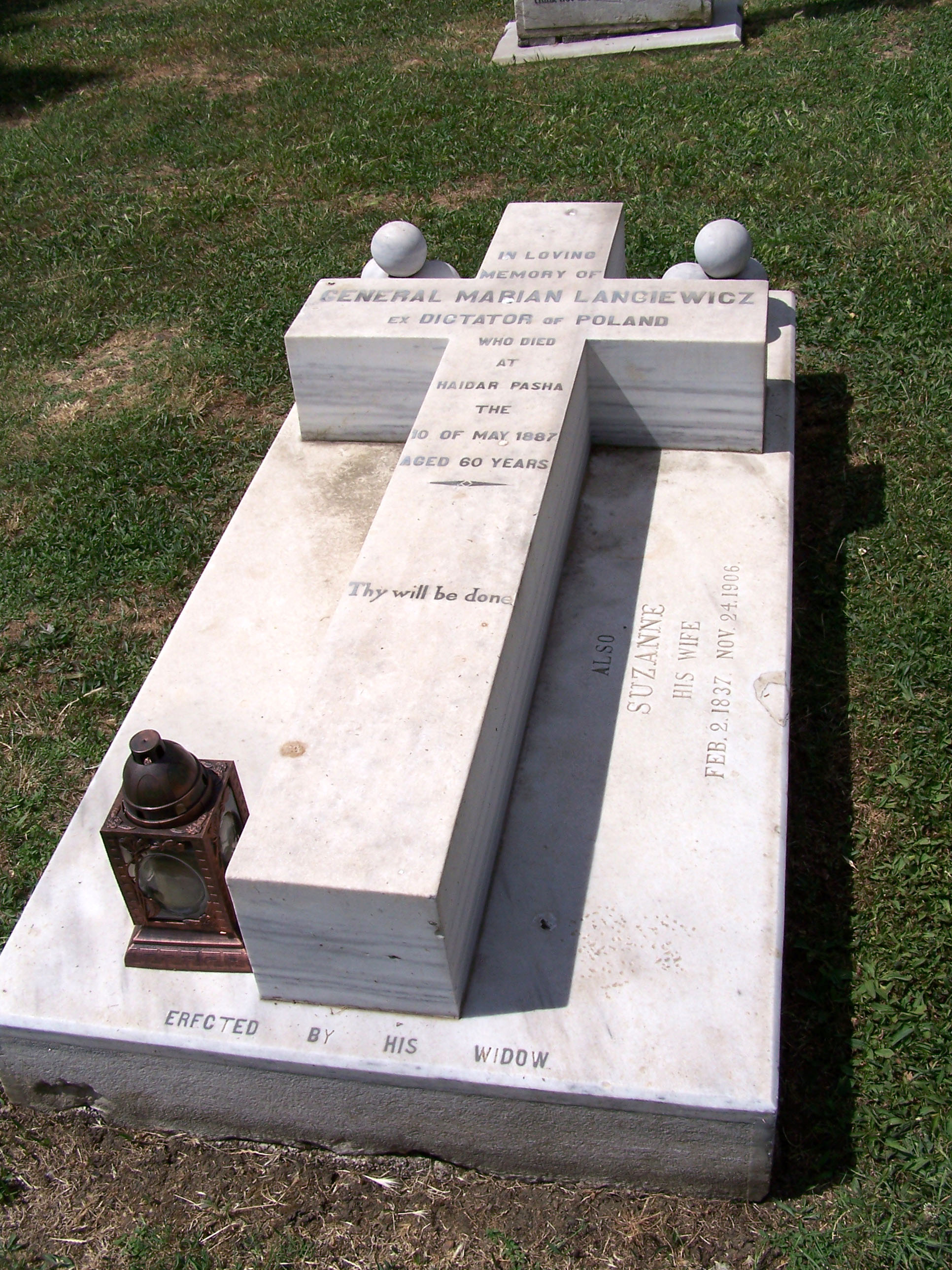
Grób Mariana Langiewicza na cmentarzu Haydarpaşa

W czasie zaborów Turcja często postrzegana była jako kraj sprzyjający sprawie polskiej i potencjalny sojusznik – np. Tadeusz Czacki widział w niej partnera handlowego, a członkowie Centralizacji Lwowskiej liczyli na jej wsparcie w działaniach przeciwko zaborcom.
Swych przedstawicieli w Turcji miały rządy powstańcze w latach 1830–1831 oraz 1863–1864. Wzmożoną aktywność ośrodków polskich na terenie Turcji zaobserwować można również w okresach napięć turecko-rosyjskich. Wyrazem tego była m.in. działalność Hôtelu Lambert i utworzenie w 1855 Dywizji Kozaków Sułtańskich (w czasie wojny krymskiej), a także sformowanie Legionu Polskiego w roku 1877, podczas kolejnej wojny rosyjsko-tureckiej. Wcześniej wysoką pozycję w armii tureckiej zdobył Józef Bem, który jako Murat Pasza został tureckim generałem. Na emigracji w Turcji działalność polityczną prowadzili też m.in. Michał Czajkowski i Adam Mickiewicz. Na terytorium Wysokiej Porty trafił również Marian Langiewicz – dyktator powstania styczniowego, którego grób znajduje się na brytyjskim cmentarzu wojskowym Haydarpaşa w Stambule. Na uwagę zasługuje fakt, że Turcja nigdy nie uznała rozbiorów Rzeczypospolitej.

### XX wiek
Od roku 1920 Polska stale utrzymuje przedstawicielstwo w Turcji. Do roku 1930 byli to przeważnie przedstawiciele w randze posła, zaś od 7 lipca 1930 przez większość czasu na czele polskiej placówki stoi ambasador. Przejawem współpracy polsko-tureckiej w dwudziestoleciu międzywojennym była m.in. produkcja samolotu myśliwskiego PZL P.24 – obecnie jedyny jego zachowany egzemplarz znajduje się w Muzeum Lotnictwa Tureckiego w Stambule.
Pod koniec XX wieku szczególne ożywienie stosunków polsko-tureckich zauważalne stało się w sferze gospodarczej. Przyczyną tego były m.in. dążenia do ustanowienia strefy wolnego handlu między obydwoma krajami na mocy umowy z 4 października 1999 roku. Krok ten stanowił realizację zobowiązań wynikających z przynależności do Układu Ogólnego w sprawie Taryf Celnych i Handlu oraz członkostwa w Światowej Organizacji Handlu.

### XXI wiek

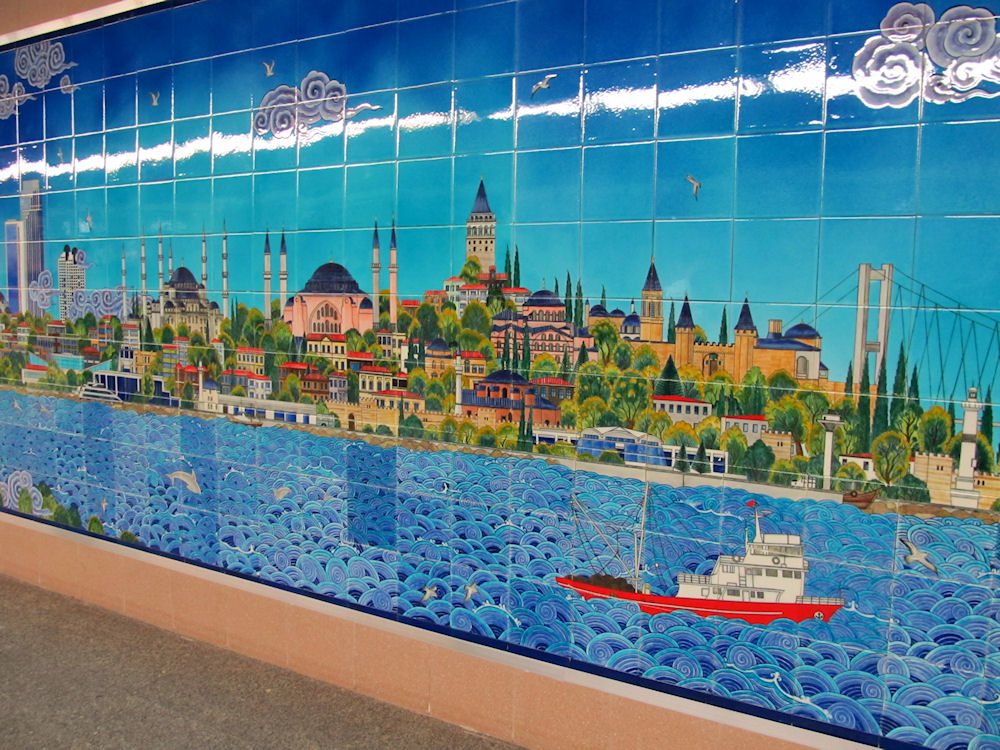
Turecka mozaika w warszawskim metrze, na 600-lecie stosunków polsko-tureckich

Kolejny etap współpracy gospodarczej rozpoczął się 1 maja 2004, gdy wraz z przystąpieniem Polski do Unii Europejskiej, Polska i Turcja znalazły się w jednej unii celnej. Nadal oba państwa pozostają w dobrych relacjach politycznych. Wyrazem tego były np. wypowiedzi przedstawicieli tureckiego rządu, którzy wyrażali swoje nadzieje w związku ze zbliżającą się polską prezydencją w Radzie UE. W kwietniu 2010 roku w związku z katastrofą lotniczą pod Smoleńskiem władze Turcji ogłosiły żałobę narodową.

## Prawno-traktatowe podstawy kontaktów

### Traktaty przyjaźni
Obecnie Polskę i Turcję łączy 27 umów dwustronnych, spośród których dwie zawarto jeszcze w okresie międzywojennym. Pierwszą z nich jest Traktat Przyjaźni pomiędzy Polską a Turcją, podpisany w Lozannie 23 lipca 1923. Traktat ten zawiera wyraźne deklaracje współpracy, przyjaźni i pokojowych zamiarów. Ustanowił on stosunki dyplomatyczne między obu państwami oraz zapowiadał zgodę na zawarcie Konwencji Handlowej i Konwencji Osiedleńczej. Przez wiele lat umowa ta stanowiła prawną podstawę stosunków wzajemnych. Nowy traktat, Układ o przyjaźni i współpracy między Rzecząpospolitą Polską a Republiką Turecką sporządzony w Warszawie dnia 3 listopada 1993 r., nie uchylił traktatu z 1923, lecz w swojej treści do niego nawiązał. W nowym akcie prawnym podkreślono wagę przynależności obu państw do NATO i ich związków z Unią Zachodnioeuropejską, a także poszanowanie dla prawa międzynarodowego (ze szczególnym uwzględnieniem Karty Narodów Zjednoczonych) oraz zasad wyznaczonych m.in. przez Akt Końcowy Konferencji Bezpieczeństwa i Współpracy w Europie oraz Paryską Kartę Nowej Europy.
Ponadto nowy traktat zobowiązał państwa m.in. do:
- współdziałania w zakresie promowania demokracji, sprawiedliwości i praw człowieka
- wzajemnego poszanowania integralności terytorialnej i nieingerencji w sprawy wewnętrzne
- współpracy, m.in. poprzez konsultacje, w zakresie zwiększania bezpieczeństwa w regionie
- popierania kontaktów między organizacjami społecznymi, politycznymi, gospodarczymi i kulturalnymi
- oparcia relacji gospodarczych na zasadach rynkowych
- współpracy w walce z przestępczością, a szczególnie terroryzmem

### Porozumienia konsularne
Polsko-tureckie stosunki konsularne uregulowane są szczegółowo dwustronną konwencją. Poprzedziło ją osobne Porozumienie między Rządem PRL a Rządem Republiki Tureckiej w sprawie zniesienia opłat za legalizację dokumentów handlowych, zawarte 10 grudnia 1970 roku w formie wymiany not. Wzajemne korzyści przyznane na szczeblu międzyrządowym zostały znacznie rozszerzone w Konwencji Konsularnej między PRL a Republiką Turecką podpisanej 5 czerwca 1987 roku. Szczegółowo reguluje ona takie kwestie jak:
- ustanawianie urzędu konsularnego
- uzyskiwanie i cofanie exequatur
- zagadnienia dotyczące osób pełniących urzędy konsularne (np. ich obywatelstwo)
- ułatwienia, przywileje i immunitety konsularne
- wykonywania funkcji konsularnych przez przedstawicielstwa dyplomatyczne

Konwencja, oprócz tego, że świadczy o woli zacieśniania relacji między obydwoma państwami, jest jednocześnie wyrazem pewnej tendencji we współczesnym prawie dyplomatycznym, jaką jest stopniowe zrównywanie przywilejów i immunitetów konsularnych z dyplomatycznymi.
Ponadto 22 marca 2004 roku doszło do zawarcia Umowy o wzajemnym zezwoleniu na wykonywanie pracy zarobkowej przez członków rodzin personelu misji dyplomatycznej lub urzędu konsularnego państwa wysyłającego w państwie przyjmującym. Zestawienie tych trzech aktów prawnych dowodzi, że Polska i Turcja stopniowo rozszerzają zakres swobód w prawie konsularnym, zaś umowa z 2004 jest wyrazem podobnej tendencji również w zakresie prawa dyplomatycznego.

### Umowy gospodarcze
Najważniejsze kwestie gospodarcze uregulowane są odrębnymi porozumieniami. Zaliczają się do nich:
- Umowa handlowa z 1974 r.[87]
- Umowa o współpracy gospodarczej i technicznej z 1980 r.[88]
- Umowa o wzajemnym popieraniu i ochronie inwestycji z 1991 r.[89]
- Umowa w sprawie unikania podwójnego opodatkowania w zakresie podatków od dochodu i majątku z 1993 r.[90]
- Porozumienie o współpracy w dziedzinie techniki i przemysłu obronnego z 1994 r.[91]
- Umowa o współpracy w dziedzinie turystyki z 1997 r.[92]
- Umowa o współpracy i wzajemnej pomocy w sprawach celnych z 1999 r.[93]

Powyższy zestaw świadczy o szerokim zakresie regulacji stosunków gospodarczych, wynikającym z dużej wagi, jaką oba państwa do tej dziedziny przykładają. Wyrazem tego jest również wczesny termin regulacji poczynionych w tym zakresie – polsko-tureckie porozumienie pochodzi z roku 1993, tymczasem, np. polsko-brytyjska umowa o unikaniu podwójnego opodatkowania zawarta została dopiero w roku 2006.

### Główne porozumienia w ramach Unii Europejskiej

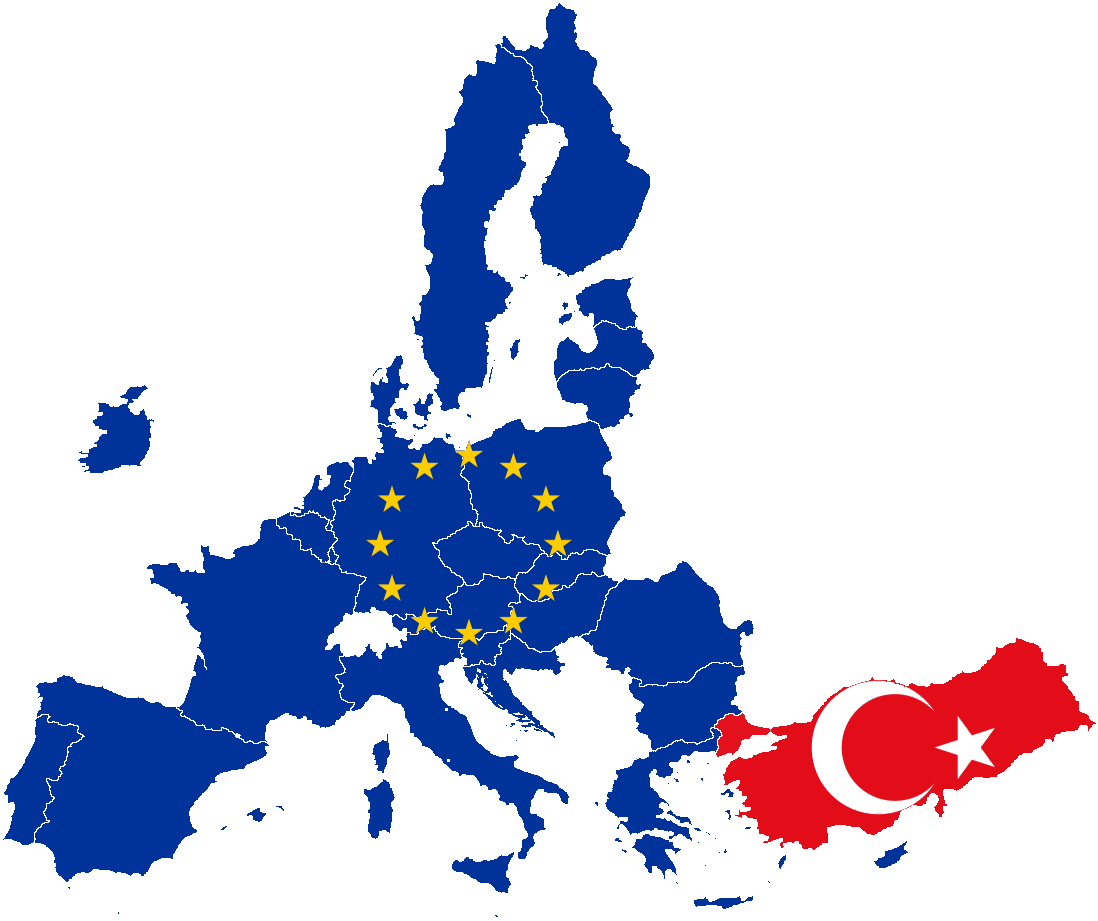
Turcja a Unia Europejska

Z racji faktu przystąpienia Polski do Unii Europejskiej, stała się ona stroną umów zawartych między Wspólnotami a Turcją. Do najważniejszych z nich zaliczyć należy przede wszystkim:
- tzw. porozumienie ankarskie, czyli Umowę ustanawiającą Stowarzyszenie między Europejską Wspólnotą Gospodarczą i Turcją z 12 września 1963[95]
- Decyzję nr 1/95 Rady Stowarzyszenia WE-Turcja z dnia 22 grudnia 1995 r. w sprawie wprowadzenia w życie ostatniego etapu unii celnej[96]

### Pozostałe umowy
Do innych ważnych umów dwustronnych należą m.in.:
- Umowa o komunikacji lotniczej z 1967 r.[97]
- Umowa o międzynarodowych przewozach drogowych z 1977 r.[98]
- Umowa o pomocy prawnej w sprawach cywilnych i handlowych z 1988 r.[99]
- Konwencja o pomocy prawnej w sprawach karnych, o ekstradycji i o przekazywaniu osób skazanych z 1989 r.[100]
- Umowa o współpracy w dziedzinach nauki, oświaty i kultury z 1990 r.[101]
- Protokół o utworzeniu Stałego Komitetu Konsultacyjnego wysokiego szczebla między RP a Republiką Turecką z 1994 r.[102]
- Porozumienie w formie wymiany not między Rządem RP a Rządem Turcji o zniesieniu wiz dla posiadaczy paszportów dyplomatycznych, specjalnych i służbowych z 1996 r.[103]
- Porozumienie o współpracy w dziedzinie szkolenia wojskowego, techniki i nauki z 1997 r.[104]
- Umowa o współpracy w zwalczaniu terroryzmu, przestępczości zorganizowanej i innej przestępczości z 2003 r.[105]

Powyższe zestawienie wskazuje, że zasadnicze kwestie wymagające porozumień dwustronnych są określone odpowiednimi umowami. Porozumienia dotyczące współpracy w dziedzinie nauki, oświaty, kultury etc. należą do typowych umów zawieranych między państwami, którym zależy na rozwijaniu przyjaznych stosunków, ale już np. umowy dotyczące współpracy wojskowej czy zwalczania terroryzmu sugerują wolę podjęcia ścisłej współpracy na rzecz zwiększenia bezpieczeństwa i szczególnych relacji łączących Polskę i Turcję w tym zakresie.

## Współpraca na najwyższych szczeblach politycznych

### Stały Komitet Konsultacyjny
Z punktu widzenia współpracy politycznej na najwyższym szczeblu istotna jest umowa dwustronna z 19 lipca 1994 roku – Protokół o utworzeniu Stałego Komitetu Konsultacyjnego Wysokiego Szczebla między Rzecząpospolitą Polską a Republiką Turecką. Na mocy tego porozumienia państwa zobowiązały się do organizowania posiedzeń komitetu konsultacyjnego, zbierającego się w razie zaistnienia potrzeby, ale nie rzadziej niż raz do roku. Na miejsce spotkań przewidziano oba miasta stołeczne, Ankarę i Warszawę, w których konsultacje mają się odbywać na przemian. Komitetowi wyznaczono określone cele, m.in.:
- ocenę stopnia realizacji umów dwustronnych, ze szczególnym uwzględnieniem Układu o przyjaźni i współpracy z 1993 roku
- ocenę i czuwanie nad przebiegiem realizacji ustaleń podjętych w czasie oficjalnych wizyt
- ocenę postępu osiągniętego w poszczególnych wymiarach współpracy (m.in. polityczny, gospodarczy, naukowy) oraz wymianę poglądów na temat środków jego intensyfikacji

Umowa przewiduje też możliwość włączenia w zakres prac Komitetu zagadnień z zakresu wojskowości i obronności. Strony mają też za zadanie przedstawiać swój punkt widzenia na bieżące wydarzenia międzynarodowe i opracować bieżące środki współpracy regionalnej.

### Wizyty oficjalne

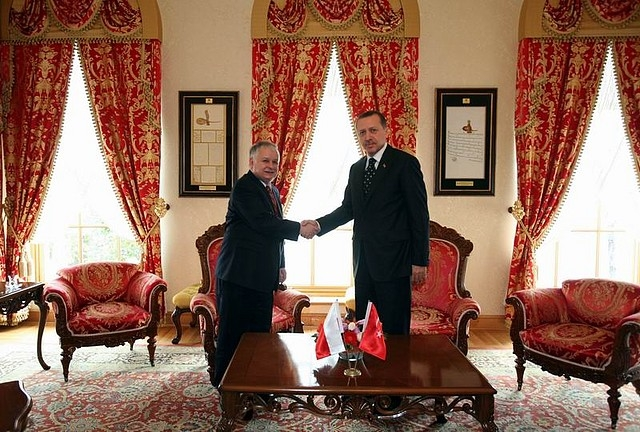
Premier Turcji Recep Tayyip Erdoğan i prezydent Polski Lech Kaczyński w Stambule, 24 stycznia 2007

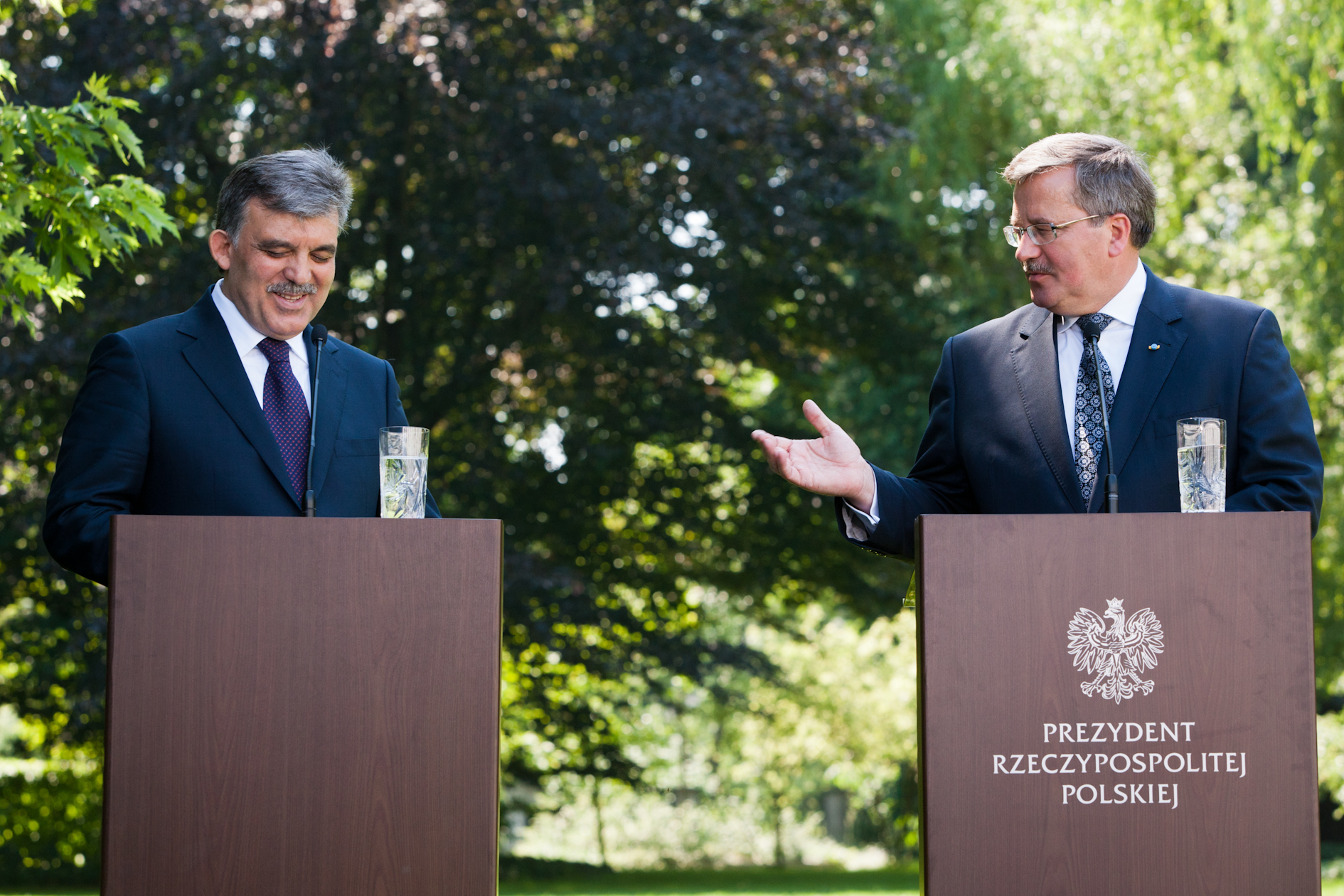
Prezydent Turcji Abdullah Gül i prezydent Polski Bronisław Komorowski w Warszawie, 6 czerwca 2011

Oprócz konsultacji odbywających się w ramach Komitetu Konsultacyjnego, organizowane są również oficjalne wizyty międzypaństwowe. Zauważalna jest ich stosunkowo niska częstotliwość, czego wytłumaczeniem może być zarówno czynnik geograficzny, jak i fakt, że Turcja i Polska nie są dla siebie głównymi partnerami politycznymi. Z drugiej jednak strony w ostatnich latach zaobserwować można pewne nasilenie kontaktów, zarówno na szczeblu głów państw, szefów rządów, szczeblu międzyparlamentarnym, a także próby nawiązania kontaktów między organami władzy sądowniczej obu państw. Świadectwem tej tendencji są m.in. następujące spotkania:
- maj 1997 – wizyta prezydenta Süleymana Demirela w Polsce – m.in. spotkanie z polskimi parlamentarzystami, wyrażenie poparcia dla rozszerzenia NATO o Polskę[107]
- czerwiec 2004 – wizyta prezydenta Ahmeta Necteda Sezera w Polsce – m.in. spotkanie z prezydentem Aleksandrem Kwaśniewskim oraz Marszałkami Sejmu i Senatu, rozmowy o gospodarce, kwestii irackiej oraz europejskich aspiracjach Turcji[108]
- marzec 2005 – wizyta przewodniczącego Wielkiego Zgromadzenia Narodowego Republiki Turcji Bülenta Arınça w Polsce – spotkanie z Marszałkiem Senatu Longinem Pastusiakiem, rozmowy m.in. o polskich doświadczeniach w negocjacjach przedakcesyjnych, przygotowaniu ułatwień dla polskich inwestorów oraz o organizacji obchodów 150-lecia śmierci Adama Mickiewicza w Turcji[109]. W czasie tej wizyty doszło także do spotkania z premierem Markiem Belką, na którym poruszono również tematy współpracy politycznej oraz kulturalnej[110]
- lipiec 2005 – wizyta premiera Marka Belki w Turcji – spotkanie z prezydentem Ahmetem Nectede Sezerem, omówienie sprawy rozszerzenia Unii Europejskiej, sytuacji w Iraku oraz stosunków dwustronnych[111]
- kwiecień 2006 – wizyta ministra spraw zagranicznych Stefana Mellera w Turcji – spotkanie z premierem, przewodniczącym parlamentu i ministrem spraw zagranicznych, rozmowy m.in. o tureckich dążeniach do akcesji, współpracy gospodarczej, bezpieczeństwie energetycznym i współpracy kulturalnej[112]
- styczeń 2007 – wizyta prezydenta Lecha Kaczyńskiego w Turcji – wizyta w Mauzoleum Atatürka, spotkanie z prezydentem Turcji zakończone podpisaniem Wspólnej deklaracji politycznej Prezydentów Rzeczypospolitej Polskiej i Republiki Turcji. Prezydent Lech Kaczyński spotkał się również z przewodniczącym Wielkiego Zgromadzenia Narodowego Turcji oraz odznaczył tureckich obywateli orderami, wręczając cztery Krzyże Kawalerskie Orderu Zasługi Rzeczypospolitej Polskiej oraz jeden Złoty Krzyż Zasługi[113]
- marzec 2007 – wizyta delegacji Rady Stanu Turcji w Naczelnym Sądzie Administracyjnym – nawiązanie współpracy pomiędzy naczelnymi organami sądownictwa administracyjnego w obu państwach[114]
- listopad 2008 – wizyta tureckiego ministra spraw zagranicznych Alego Babacana – spotkania z Marszałkiem Senatu Bogdanem Borusewiczem i ministrem gospodarki Waldemarem Pawlakiem. Podczas wizyty poruszono m.in. zagadnienia związane z bezpieczeństwem międzynarodowym i perspektywą współpracy w zakresie dywersyfikacji dostaw ropy i gazu oraz intensyfikacją wymiany handlowej[115][116]
- maj 2009 – wizyta premiera Turcji Tayyipa Erdoğana w Polsce – spotkanie z Donaldem Tuskiem, omówienie m.in. kwestii gospodarczych, energetycznych i wizowych, wyrażenie woli zwiększenia wymiany handlowej, zapowiedź obchodów 600-lecia ustanowienia stosunków dyplomatycznych[117]
- maj 2009 – wizyta wicepremiera Waldemara Pawlaka w Turcji – rozmowy z tureckim ministrem stanu ds. handlu podczas Polsko-Tureckiego Forum Biznesu dotyczące zagadnień ekonomicznych, szczególnie w kontekście trwającego wówczas kryzysu finansowego[118]. Podczas spotkania podpisano deklarację o współpracy gospodarczej[119]
- marzec 2025 – wizyta premiera Donalda Tuska w Turcji – spotkanie z tureckim Recepem Tayyipem Erdoganem. Odbyły się rozmowy na temat współpracy gospodarczej, m.in. zadeklarowano dążenie do wymiany handlowej na poziomie 15 mld dolarów. Politycy rozmawiali także o stabilizacji i odbudowie Syrii oraz o konieczności zakończenia rosyjskiej inwazji na Ukrainę sprawiedliwym pokojem[120]

### Współpraca parlamentarzystów
Jedną z form oddziaływania na relacje polsko-tureckie jest też zaangażowanie i działania podejmowane przez polskich parlamentarzystów. Wyrazem tego jest istnienie w polskim parlamencie specjalnej grupy bilateralnej – Polsko-Tureckiej Grupy Parlamentarnej, w skład której wchodzi 31 posłów i senatorów. Ponadto polem aktywności parlamentarzystów mogą być spotkania międzynarodowych zgromadzeń parlamentarnych organizacji, których członkami są zarówno Polska, jak i Turcja. Zaliczyć można do nich Radę Europy, NATO, UZE, OBWE, a także Unię Międzyparlamentarną.

### Polskie poparcie dla Turcji w UE
Obecnie Polska jako członek Unii Europejskiej jest jednym z kilku państw, które oficjalnie wspierają Turcję w jej dążeniach do akcesji. Polska polityka zagraniczna jest w tym wymiarze konsekwentna, a deklaracje w tej sprawie składał zarówno prezydent, premier, jak i minister spraw zagranicznych. Tureckich starań nie popierają jednak m.in. Francja i Niemcy, co de facto przekreśla możliwość szybkiego zakończenia negocjacji z Turcją. Z drugiej strony polski punkt widzenia podzielają inne, liczące się w UE państwa, jak np. Szwecja, Hiszpania, czy Włochy.

## Współpraca gospodarcza
Polska i Turcja nie są dla siebie głównymi partnerami gospodarczymi, jednak Turcja jest podstawowym partnerem handlowym Polski z regionu Bliskiego Wschodu. Wymiana handlowa między obu krajami wykazuje tendencję rosnącą. Dla przykładu w roku 2002 obroty wyniosły 884,6 mln USD, w 2005 już 2026,6 mln USD, a w 2008 ok. 4,3 mld USD. Dynamikę handlu w latach 2007–2008 prezentuje tabela 2.
|         | 2007 | 2008 | Dynamika |
| ------- | ---- | ---- | -------- |
| Obroty  | 3646 | 4275 | 117,3%   |
| Eksport | 1508 | 1773 | 117,6%   |
| Import  | 2138 | 2502 | 117,0%   |
| Saldo   | –629 | –729 | –        |

Przedstawione dane świadczą o tendencji rosnącej, jednak przedstawiciele władz obu państw liczą na dalszą intensyfikację wymiany handlowej. Podczas spotkania premierów w 2009 wyrażono nadzieję na zwiększenie obrotów do 5 mld USD w roku 2013. Tendencja ta utrzymała się - od 2007 do 2023 obroty w handlu między obydwoma krajami wzrosły z 3 do 12 mld euro.
Do głównych towarów będących przedmiotem eksportu z Polski należą wyroby przemysłu elektromaszynowego, chemicznego i metalurgicznego oraz wyroby rolno-spożywcze i tworzywa sztuczne. Z kolei import z Turcji stanowią głównie towary przemysłu elektromaszynowego, lekkiego i rolno-spożywczego. W 2022 bilans handlowy przemawiał na korzyść Turcji, gdyż polski import z tego kraju osiągnął wartość 17,7 mln złotych, a eksport do Turcji wyniósł 9,8 mln złotych.
W Turcji obecnych jest ok. 60 polskich inwestorów. Skupieni są oni głównie w branży handlowej, turystycznej, górniczej, energetycznej i obsłudze nieruchomości. Wartość zainwestowanego kapitału wynosi ok. 8 mld USD. Z kolei inwestycje tureckie w Polsce przekraczają kwotę 200 mld USD. Koncentrują się w sektorze handlowym, budowlanym, tekstylnym oraz obsłudze nieruchomości.

## Współpraca kulturalna

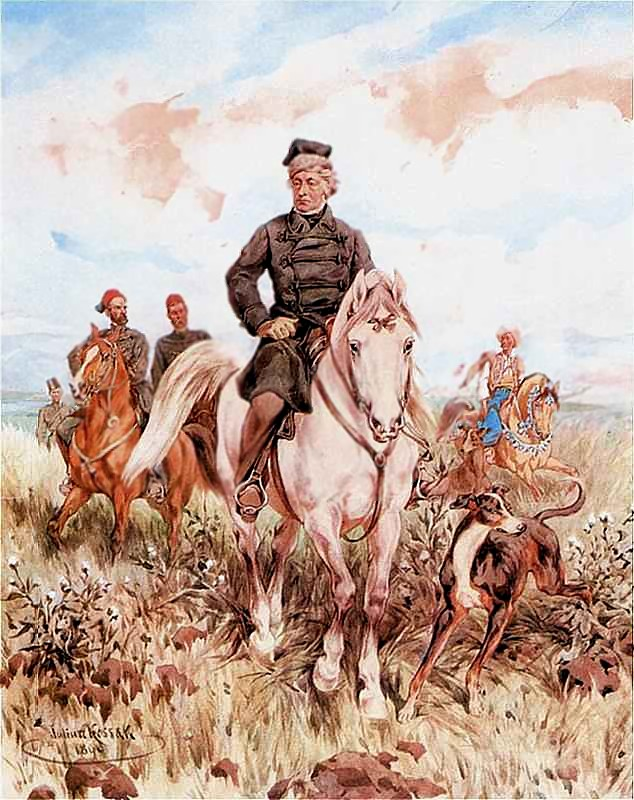
Adam Mickiewicz z Sadykiem Paszą w Turcji, akwarela Juliusza Kossaka

Traktatową podstawę wymiany kulturalnej stanowią przede wszystkim dwa akty prawne: Umowa o współpracy w dziedzinach nauki, oświaty i kultury z 1990 i program realizacji jej wykonania z 2003 roku. Strony zobowiązały się w nich do stworzenia warunków ułatwiających rozwój stosunków kulturalnych m.in. poprzez pomoc w organizacji wizyt artystów, zwiększanie dostępu do placówek kulturalnych, tworzenie programów stypendialnych, wspierania kontaktów pomiędzy szkołami, inwentaryzację zabytków polskich w Turcji i tureckich w Polsce, wspieranie przekładów dzieł literackich. Podkreślono również szczególną rolę postaci Adama Mickiewicza, którego muzeum znajduje się w Stambule. W 2005 placówka została wyremontowana, a w jej ponownym otwarciu brał udział polski minister kultury i dziedzictwa narodowego.

## Kontakty społeczne

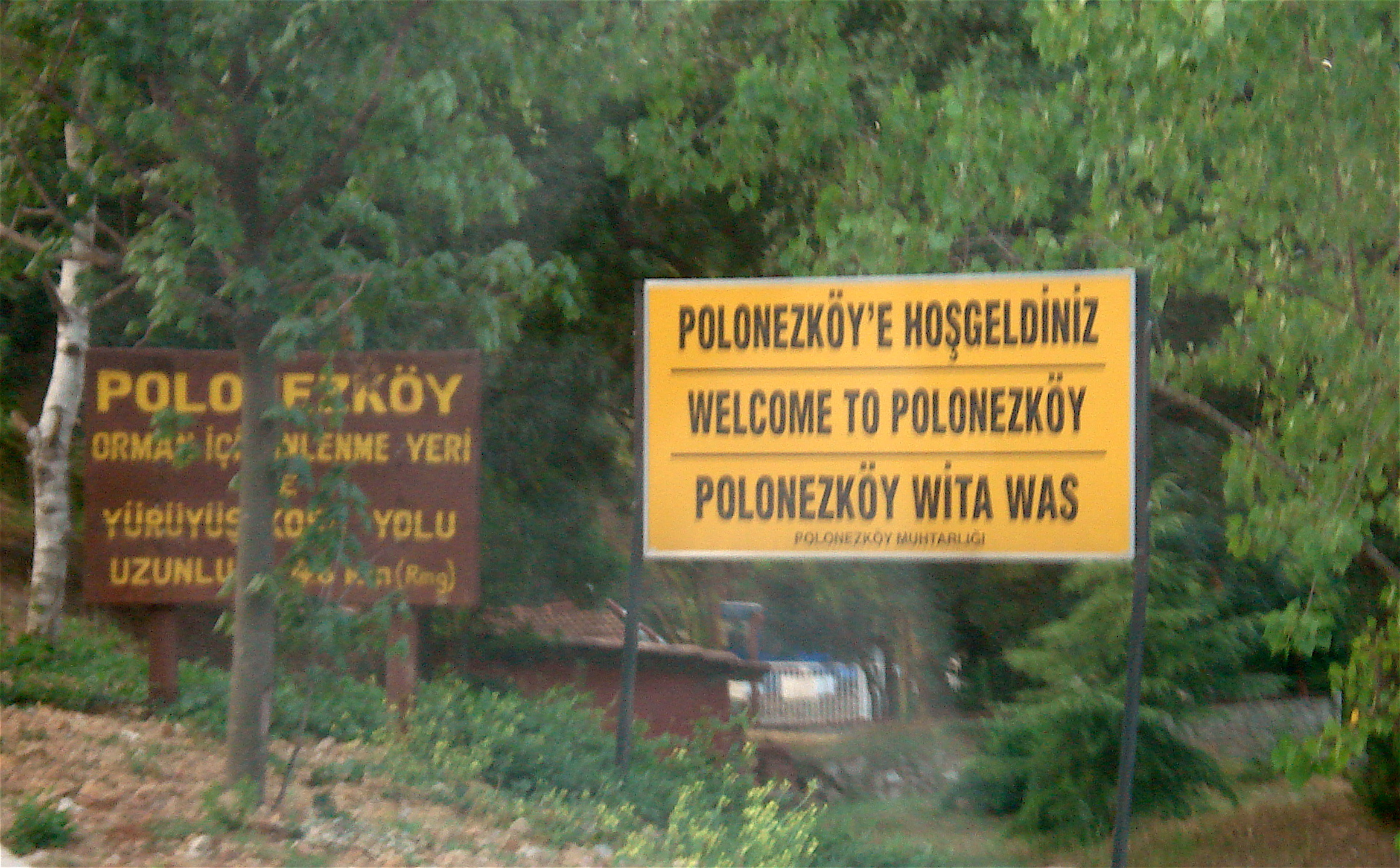
Tablice przy wjeździe do Polonezköy

### Turcy w Polsce, Polacy w Turcji
W Polsce w zasadzie nie istnieją większe skupiska ludności pochodzenia tureckiego, a MSWiA wśród mniejszości zamieszkujących terytorium Polski Turków nie wymienia. Z kolei w Turcji specyficznym miejscem stanowiącym pamiątkę po polskiej emigracji z okresu zaborów jest wieś Adampol (tur. Polonezköy). Jest to osada założona w roku 1842 z funduszy Adama Czartoryskiego. Obecnie mieszka tam ok. 100 osób pochodzenia polskiego. W miejscowości znajduje się m.in. kościół, polski cmentarz i Dom Pamięci Zofii Ryży.

### Turystyka
Turcja jest jednym z państw, do których Polacy wyjeżdżają w celach typowo turystycznych. W 2007 Turcję odwiedziło ok. 100 tys. Polaków. Oznacza to, że pozostaje ona krajem stosunkowo popularnym, jednak np. w 2001 roku liczba turystów z Polski wyniosła ok. 130 tys. Z kolei Turków, którzy odwiedzili Polskę w roku 2007 było 50,6 tys. Czynnikiem mogącym mieć wpływ na ówczesną sytuację był obowiązek wizowy, który obejmował zarówno Polaków przyjeżdżających do Turcji, jak i Turków odwiedzających Polskę.
2 marca 2020 roku Turcja zniosła obowiązek wizowy dla obywateli Polski.

## Rozbieżności

### Ludobójstwo Ormian

Kraje i stany uznające Rzeź Ormian za ludobójstwo

Problemem, który budzić może zadrażnienia w stosunkach polsko-tureckich jest odmienne stanowisko w sprawie eksterminacji Ormian w latach 1915–1917. Kwestia ta stała się nawet przyczyną odwołania polsko-tureckich spotkań na szczeblu parlamentarnym w 2005 roku. Stało się tak za sprawą przyjęcia przez Sejm uchwały potępiającej ludobójstwo popełnione na Ormianach. Spotkało się to z negatywną reakcją ze strony tureckiej, która każdorazowo obawia się podnoszenia tej kwestii, protestując przy tym przeciwko uzależnianiu akcesji od uregulowania stosunków z Armenią.

### Cypr Północny

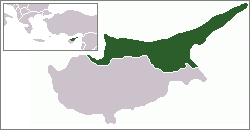
Położenie uznawanego jedynie przez Turcję Cypru Północnego

Kwestia Cypru Północnego nie należy do głównych zainteresowań polskiej dyplomacji. Problem nabrzmiał jednak w roku 2002 w związku z grecko-tureckim sporem o Cypr i jego przystąpienie do UE. Zaistniały wówczas pewne obawy, że w związku z poparciem Ankary dla dalszego istnienia Tureckiej Republiki Cypru Północnego, Grecja mogłaby zablokować całe rozszerzenie Unii zaplanowane na 2004 rok, obejmujące m.in. Polskę. Tak się ostatecznie nie stało, jednak kwestia Cypru wciąż pozostaje problemem w stosunkach Turcji z całą Unią Europejską.

### Dowództwo batalionu łączności
Obecnie potencjalne zagrożenie dla wzrostu nieufności we wzajemnych stosunkach stanowi kwestia lokalizacji dowództwa batalionu łączności NATO. O inwestycję tę zabiegała strona turecka, jednak najprawdopodobniej zostanie ona ulokowana w Bydgoszczy. Załagodzeniu sprawy pomóc może ewentualna decyzja NATO o przyznaniu oficerom tureckim ważnych stanowisk w tworzonej jednostce.

### Bariery handlowe
Pewien problem stanowić mogą bariery w dostępie do rynku tureckiego, jakie napotykają polscy przedsiębiorcy. Zalicza się do nich faktyczny zakaz importu bydła i mięsa wołowego, wysoki stopień protekcjonizmu w sektorze rolno-spożywczym, trudności w zdobyciu certyfikatów zdrowotnych dla opakowań dla żywności oraz wysoką akcyzę na importowane alkohole. Nie są to jednak przeszkody dotyczące wyłącznie Polski, ale wszystkich podmiotów gospodarczych z obszaru Unii Europejskiej.

## Perspektywy
W ocenie polskiej dyplomacji, w najbliższych latach jedną z głównych dziedzin rozwoju stosunków polsko-tureckich może być szeroko rozumiana sfera gospodarcza. Do argumentów przemawiających za tą hipotezą należą duże potrzeby tureckie w dziedzinie energetyki, górnictwa i ochrony środowiska. Towarzyszy temu dobre przygotowanie przedsiębiorstw i specjalistów z Polski, którzy niejednokrotnie przez lata wypracowywali swoją silną pozycję na rynku tureckim. Innym potencjalnym polem rozwoju współpracy jest ekspansja polskiego przemysłu obronnego, który do tej pory w Turcji nie inwestował. Ocenia się również, że wskazane byłyby dalsze działania na rzecz liberalizacji wymiany handlowej, jednak obecnie w dużej mierze leży to w kompetencji Wspólnot Europejskich. Z kolei potrzeby polskie, m.in. w dziedzinie infrastruktury, stanowić mogą szansę dla inwestorów z Turcji. Przykładem takiego zaangażowania jest projekt budowy II linii metra w Warszawie z udziałem konsorcjum włosko-tureckiego. Regularne konsultacje z udziałem polskich i tureckich przedsiębiorców, przewidziane w Deklaracji o współpracy gospodarczej z maja 2009, mogą być kolejnym czynnikiem, który wzmocni współpracę gospodarczą między obydwoma państwami.